# Мільярдери світу

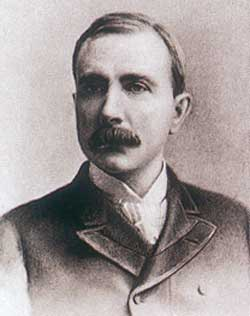
Джон Девісон Рокфеллер — перший доларовий мільярдер на Землі

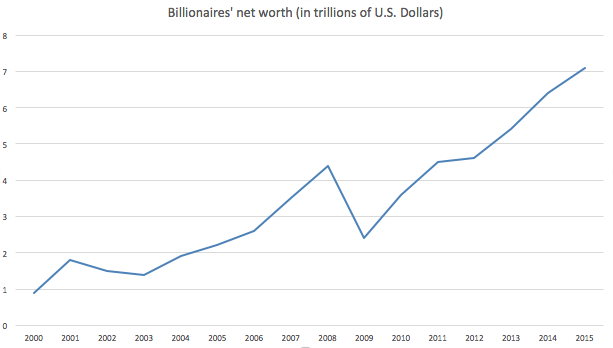
Чиста вартість світових мільярдерів зросла з менш ніж 1 трильйона доларів США у 2000 році до більш ніж 7 трильйонів доларів США у 2015 році

Мільярдери світу (англ. The World's Billionaires) — список американського фінансового журналу «Forbes», який публікується, починаючи з 1987 року. Мільярдерами називають людей, статок яких перевищує 1 мільярд, частіше за все, доларів США.
У список не внесено людей з «неясним» походженням капіталу, а також диктаторів, членів їхніх сімей та членів королівських родин.
29 вересня 1916 року першим у світі мільярдером ($) став Джон Рокфеллер, засновник компанії «Стандарт Ойл».
У 2010 році у світі налічувалося 1200 мільярдерів, сумарні статки яких становили $ 4,5 трильйона.
Між 1996 і 2013 рр. кількість мільярдерів у світі зросла з 423 до 1342.
Найбільша кількість мільярдерів у докризовий період — США (459), на 2 місці — Росія (87).
На 2010 рік найбільша кількість мільярдерів у США (402), на 2 місці — Китай (69), на 3 місці — Росія (62).
Москва стала світовою столицею мільярдерів на кілька років, обігнавши Нью-Йорк.
17 січня 2017 року, напередодні економічного форуму в Давосі, міжнародне об'єднання, яке займається проблемами бідності Оксфам опублікувало звіт, згідно з яким вісім найбагатших людей світу володіють такими ж статками, як 3,6 мільярда людей (половина найбіднішого населення землі).
На 2018 рік у світі нараховується близько 2210 мільярдерів, і ця кількість щорічно зростає близько на 100 осіб. Найбільша кількість мільярдерів походить з США, друге місце — Китай, третє — Німеччина, а четверте — Індія. Місто, у якому проживає найбільша кількість мільярдерів, станом на 2018 рік, є Нью-Йорк, а друге місце посідає Гонконг.

## 2020
Десятка найбагатших людей
| Місце | Ім'я           | Капітал (USD) (Березень 2020) | Вік      | Національнісь | Основні джерела доходу     |
| ----- | -------------- | ----------------------------- | -------- | ------------- | -------------------------- |
| 1 ▬   | Джефф Безос    | $113.8 млрд ▼                 | 56 років | США           | Amazon.com                 |
| 2 ▬   | Білл Гейтс     | $98 млрд ▼                    | 64 роки  | США           | Microsoft                  |
| 3 ▲   | Бернар Арно    | $76.5 млрд ▬                  | 71 рік   | Франція       | LVMH                       |
| 4 ▼   | Воррен Баффет  | $76 млрд ▼                    | 89 років | США           | Berkshire Hathaway         |
| 5 ▬   | Карлос Слім    | $64 млрд ▬                    | 80 років | Мексика       | América Móvil, Grupo Carso |
| 6 ▬   | Амансіо Ортега | $62.7 млрд ▬                  | 83 роки  | Іспанія       | Inditex, Зара              |
| 7 ▬   | Ларрі Еллісон  | $62.5 млрд ▬                  | 75 років | США           | Oracle Corporation         |
| 8 ▬   | Марк Цукерберг | $62.3 млрд ▬                  | 35 років | США           | Facebook                   |
| 9 ▬   | Майкл Блумберг | $55.5 млрд ▬                  | 78 років | США           | Bloomberg                  |
| 10 ▬  | Ларрі Пейдж    | $50.8 млрд ▬                  | 47 років | США           | Alphabet Inc.              |

## 2019
Десятка найбагатших людей
| Місце | Ім'я           | Капітал (USD) (Березень 2019) | Вік      | Національнісь | Основні джерела доходу     |
| ----- | -------------- | ----------------------------- | -------- | ------------- | -------------------------- |
| 1 ▬   | Джефф Безос    | $144.8 млрд ▲                 | 55 років | США           | Amazon.com                 |
| 2 ▬   | Білл Гейтс     | $138 млрд ▲                   | 63 роки  | США           | Microsoft                  |
| 3 ▬   | Воррен Баффет  | $82.5 млрд ▼                  | 88 років | США           | Berkshire Hathaway         |
| 4 ▬   | Бернар Арно    | $76 млрд ▲                    | 70 років | Франція       | LVMH                       |
| 5 ▲   | Карлос Слім    | $64 млрд ▼                    | 79 років | Мексика       | América Móvil, Grupo Carso |
| 6 ▬   | Амансіо Ортега | $62.7 млрд ▼                  | 82 роки  | Іспанія       | Inditex, Зара              |
| 7 ▲   | Ларрі Еллісон  | $62.5 млрд ▲                  | 74 роки  | США           | Oracle Corporation         |
| 8 ▼   | Марк Цукерберг | $62.3 млрд ▼                  | 34 роки  | США           | Facebook                   |
| 9 ▲   | Майкл Блумберг | $55.5 млрд ▲                  | 77 років | США           | Bloomberg                  |
| 10 ▲  | Ларрі Пейдж    | $50.8 млрд ▲                  | 46 років | США           | Alphabet Inc.              |

## 2018
Десятка найбагатших людей
| Місце | Ім'я           | Капітал (USD) (Березень 2018) | Вік      | Національнісь | Основні джерела доходу     |
| ----- | -------------- | ----------------------------- | -------- | ------------- | -------------------------- |
| 1 ▲   | Джефф Безос    | $112 млрд ▲                   | 54 роки  | США           | Amazon                     |
| 2 ▼   | Білл Гейтс     | $90 млрд ▲                    | 62 роки  | США           | Microsoft                  |
| 3 ▼   | Воррен Баффет  | $84 млрд ▲                    | 87 років | США           | Berkshire Hathaway         |
| 4 ▲   | Бернар Арно    | $72 млрд ▲                    | 69 років | Франція       | LVMH                       |
| 5 ▬   | Марк Цукерберг | $71 млрд ▲                    | 33 роки  | США           | Facebook                   |
| 6 ▼   | Амансіо Ортега | $70 млрд ▼                    | 81 рік   | Іспанія       | Inditex, Зара              |
| 7 ▼   | Карлос Слім    | $67.1 млрд ▲                  | 78 років | Мексика       | América Móvil, Grupo Carso |
| 8 ▬   | Чарльз Кох     | $60 млрд ▲                    | 82 роки  | США           | Koch Industries            |
| 9 ▬   | Девід Кох      | $60 млрд ▲                    | 77 років | США           | Koch Industries            |
| 10 ▼  | Ларрі Еллісон  | $58.5 млрд ▲                  | 73 роки  | США           | Oracle Corporation         |

## 2017
П'ятірка найбагатших людей

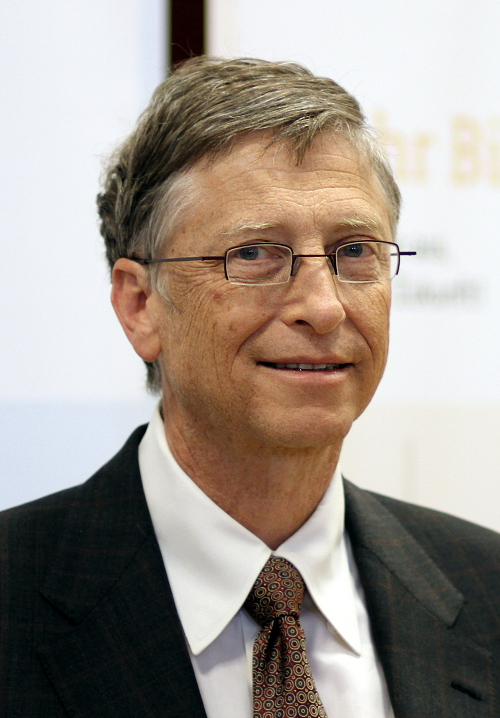
1  й  - Білл Гейтс США , 86 млрд дол.
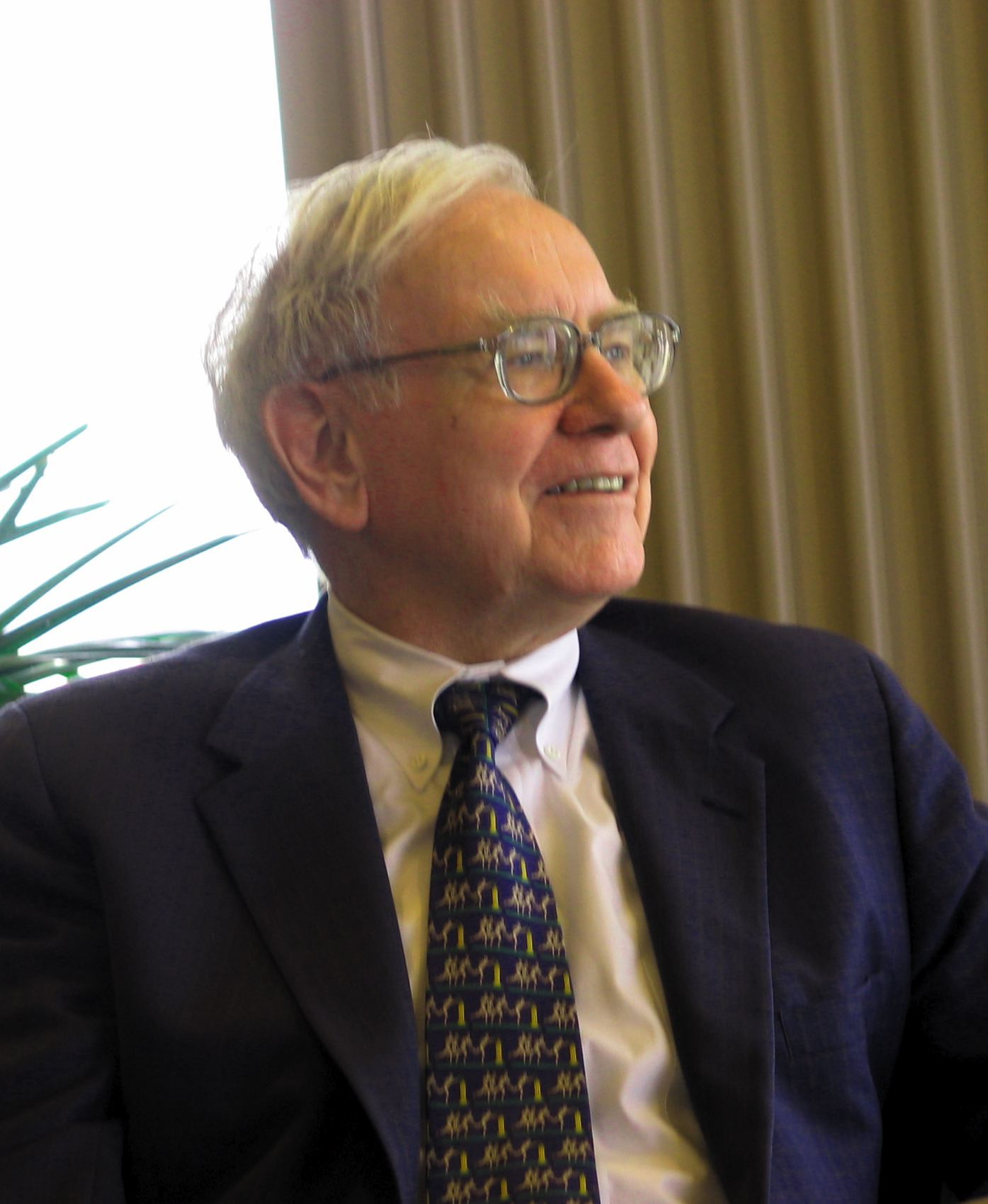
2  й  - Воррен Баффетт США , 75,6 млрд дол.
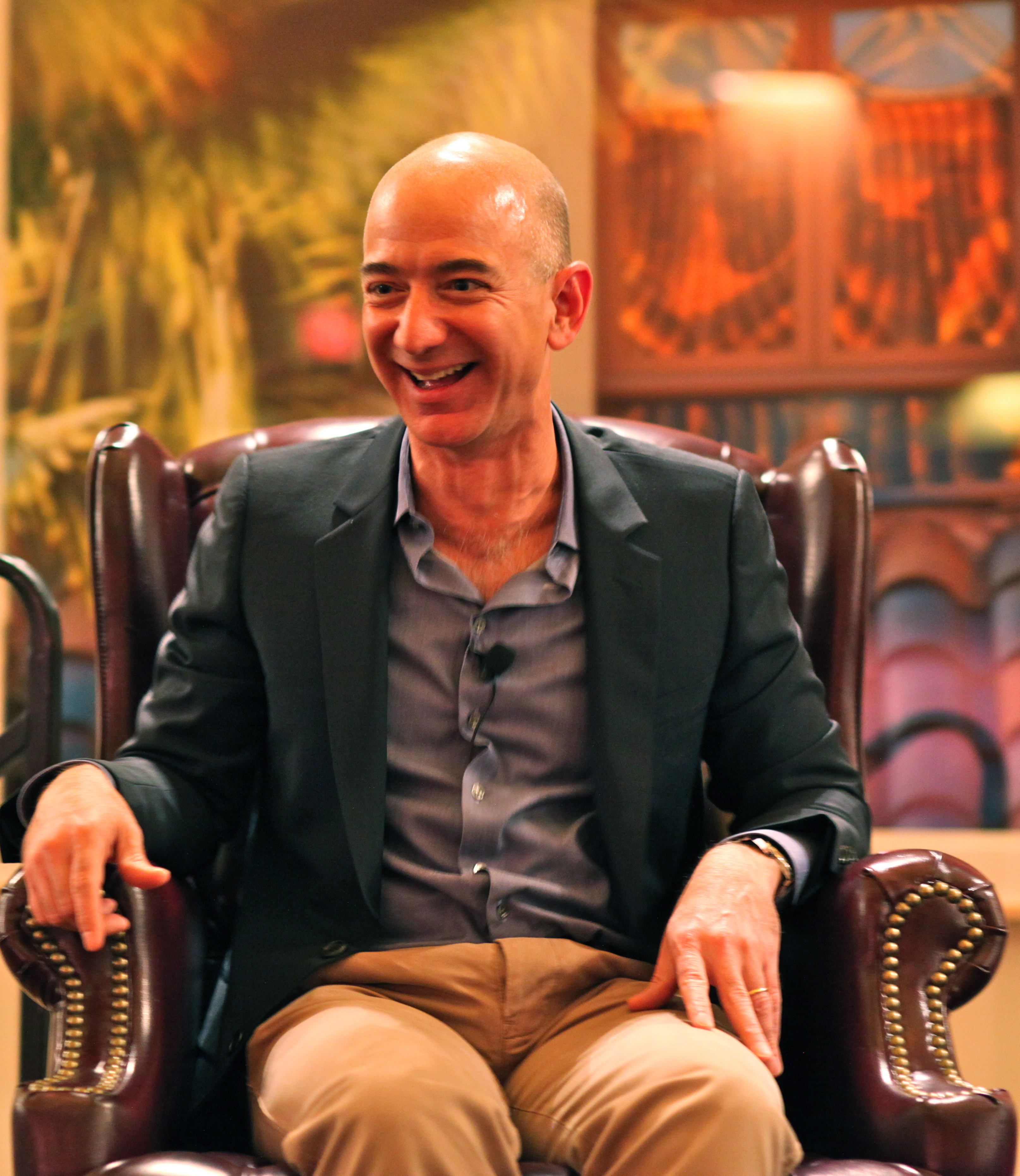
3  й  - Джефф Безос США , 72,8 млрд дол.
4  й  - Амансіо Ортега Іспанія , 71,3 млрд дол.[8]
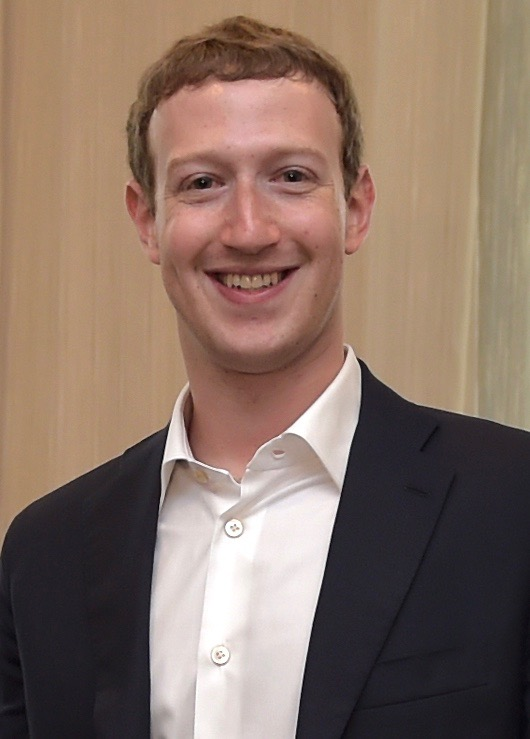
5  й  - Марк Цукерберг США , 56 млрд дол.

Наймолодшим мільярдером стала 19-річна норвезька спадкоємиця, Олександра Андресен. До списку мільярдерів потрапили 6 українців.
У жовтні 2017 року Джефф Безос на деякий час став найбагатшою людиною на Землі через ріст ціни своїх акцій.

## 2016
П'ятірка найбагатших людей

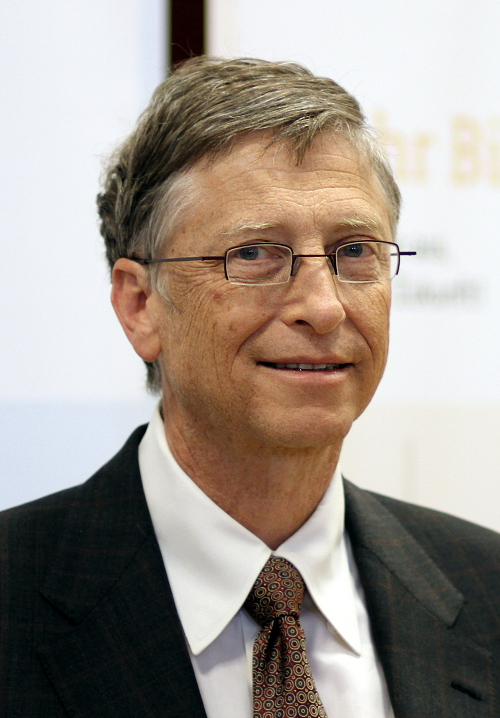
1  й  - Білл Гейтс США
2  й  - Амансіо Ортега Іспанія
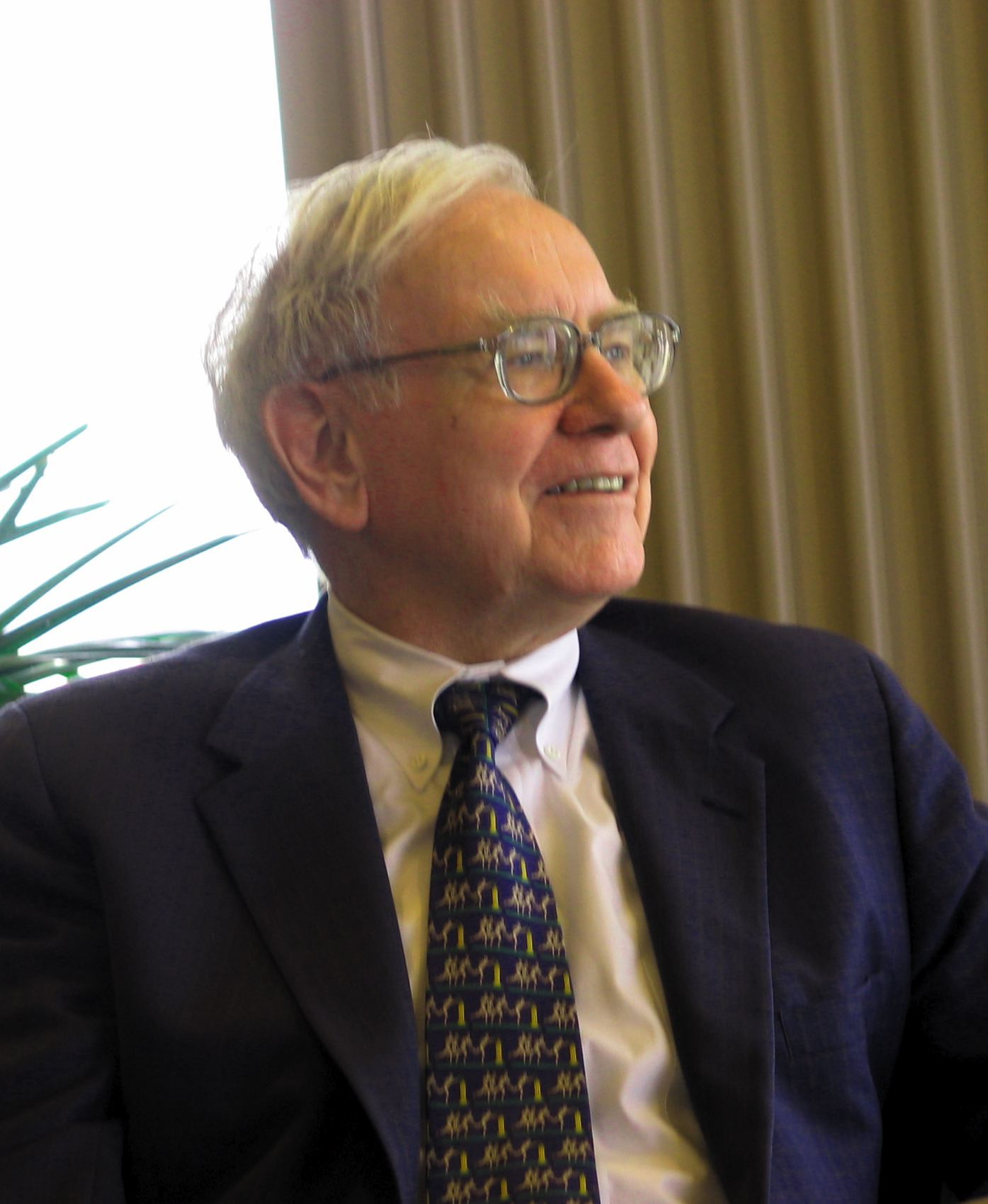
3  й  - Воррен Баффетт США
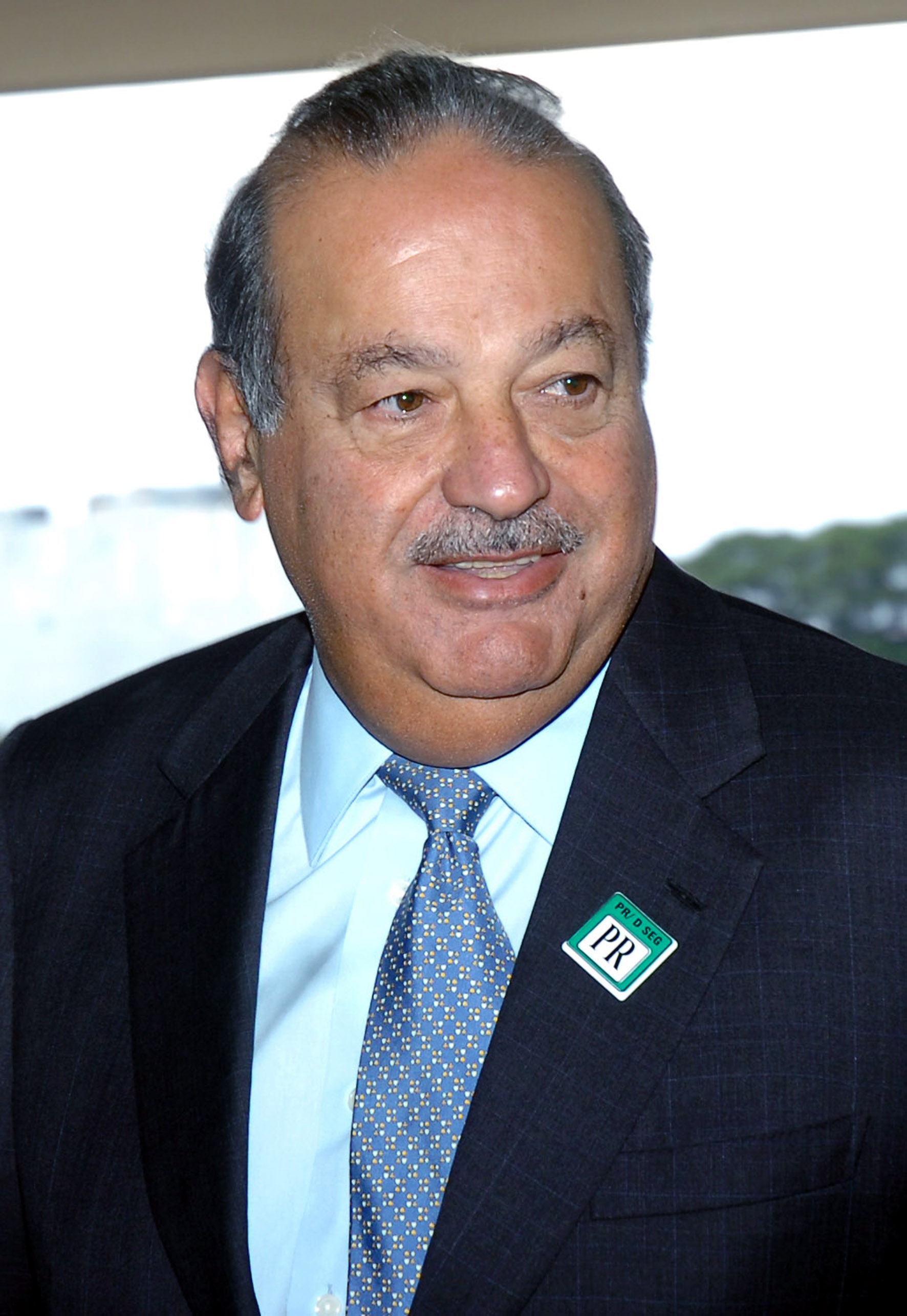
4  й  -Карлос Слім Елу Мексика
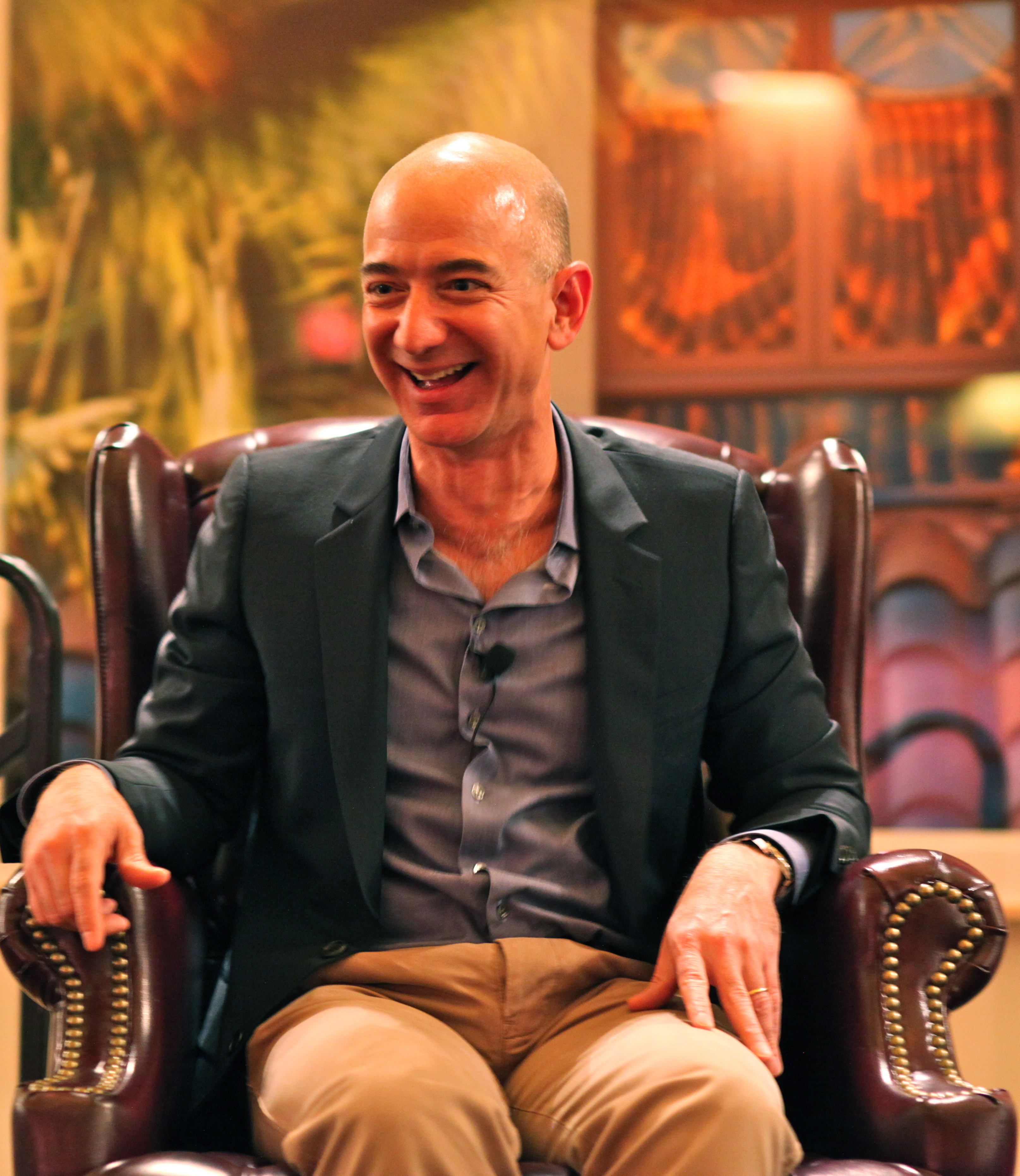
5  й  - Джефф Безос США

## 2015
П'ятірка найбагатших людей

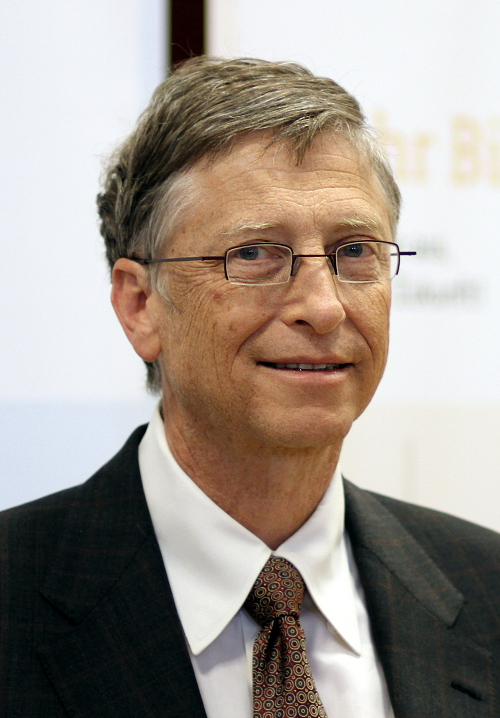
1  й  - Білл Гейтс США
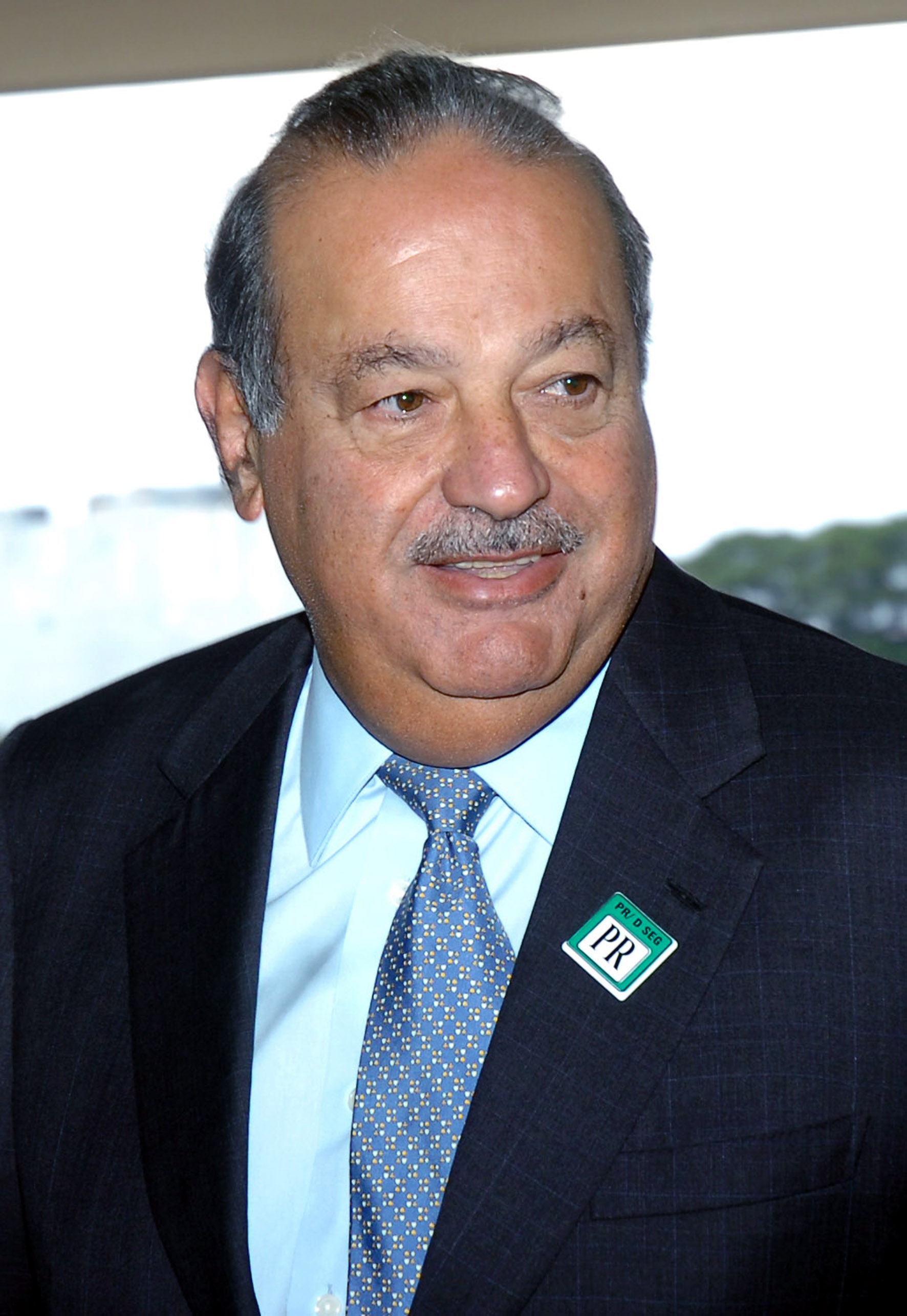
2  й  -Карлос Слім Елу Мексика
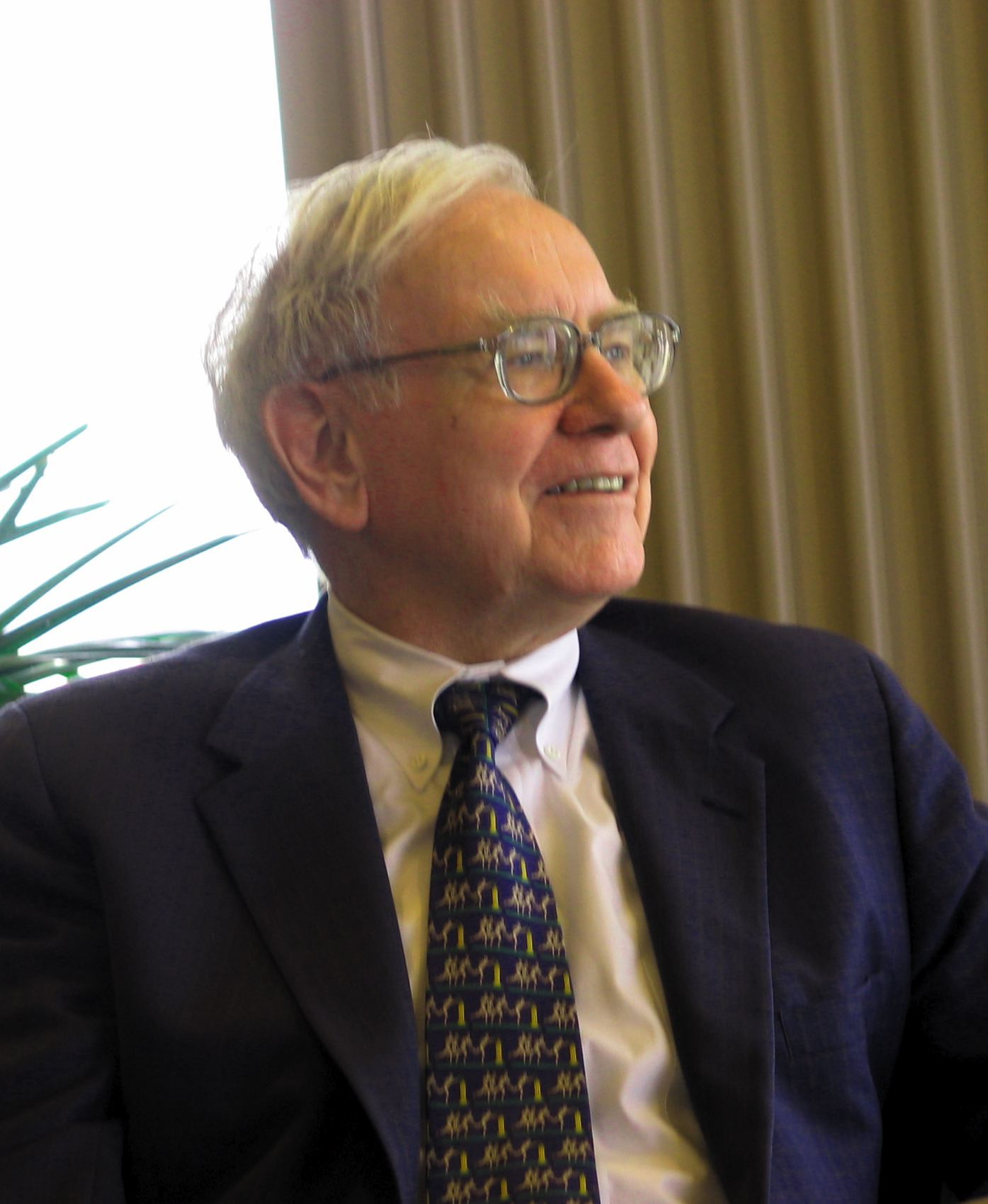
3  й  - Воррен Баффетт США
4  й  - Амансіо Ортега Іспанія
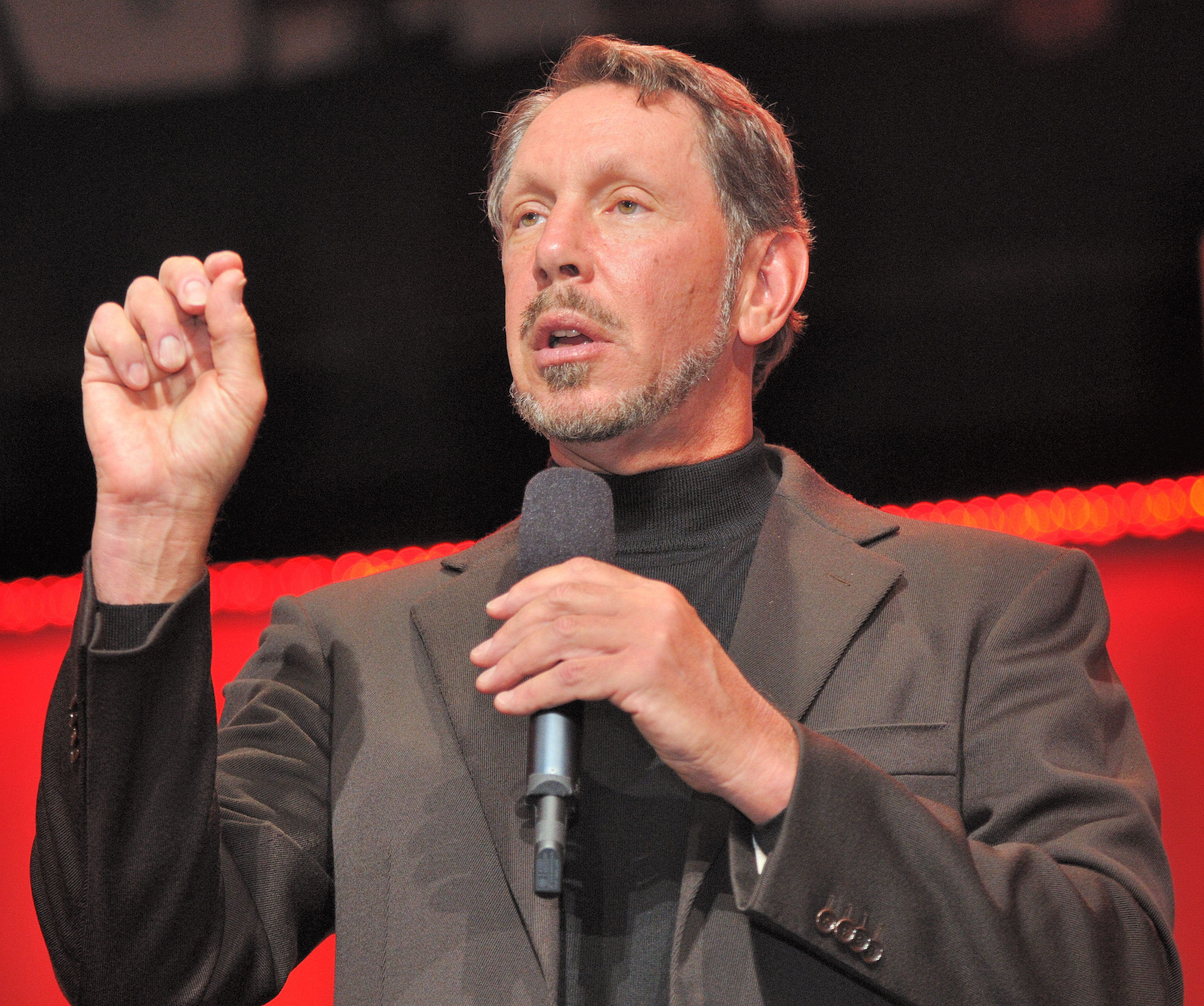
5  й  - Ларрі Еллісон США

## 2014
П'ятірка найбагатших людей

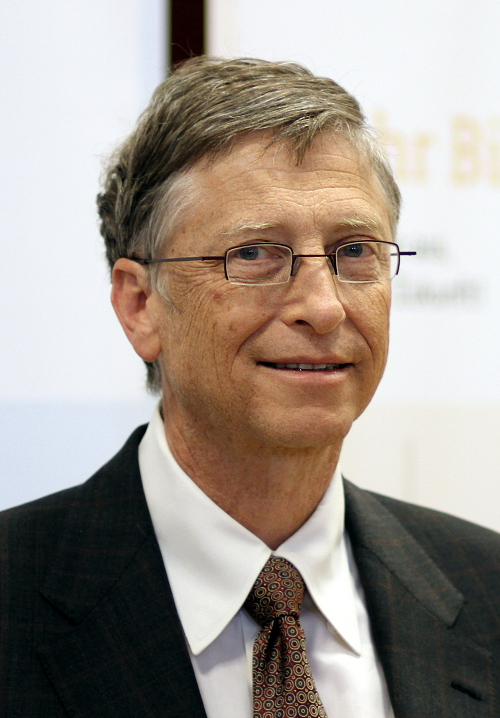
1  й  - Білл Гейтс США
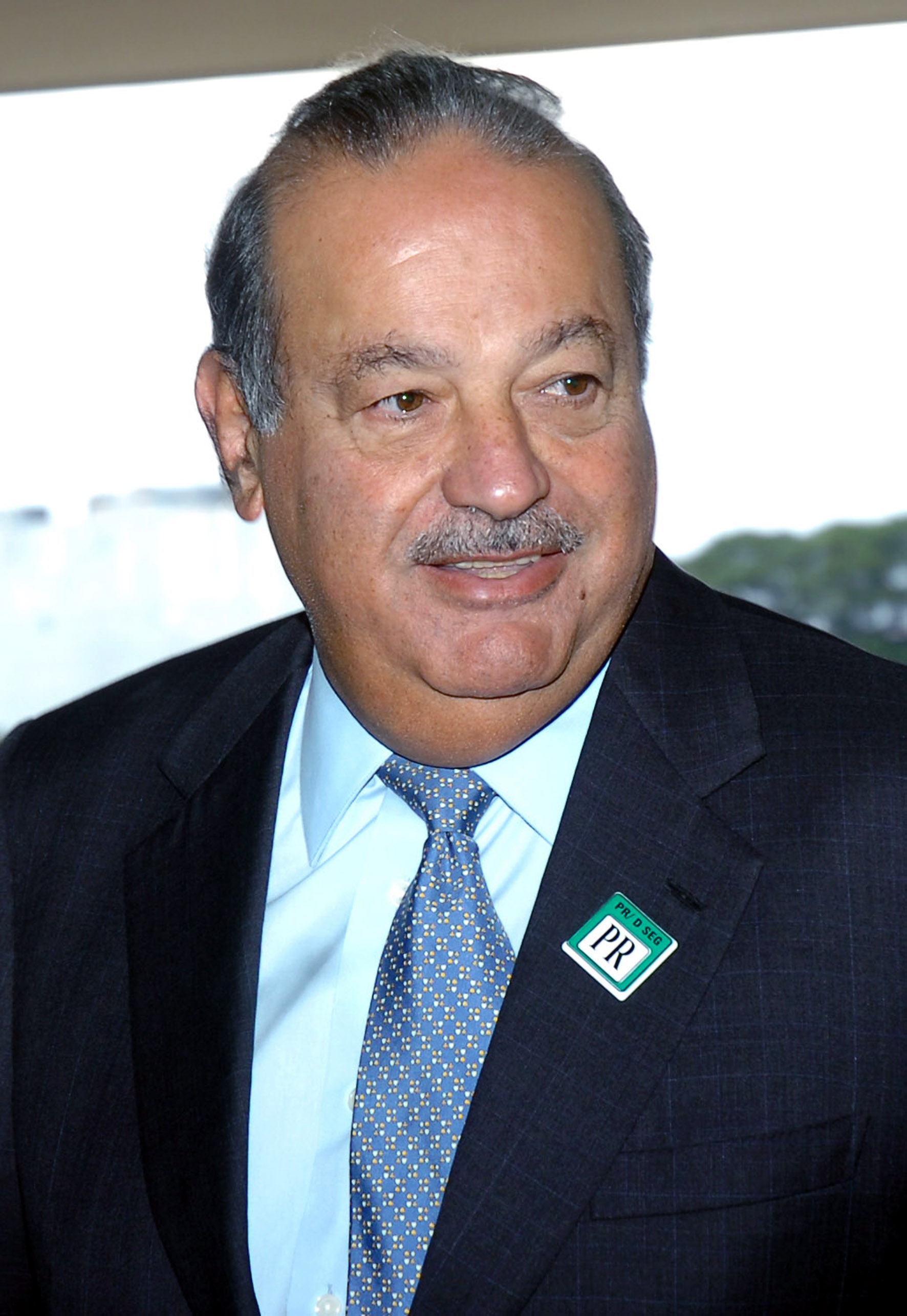
2  й  -Карлос Слім Елу Мексика
3  й  - Амансіо Ортега Іспанія
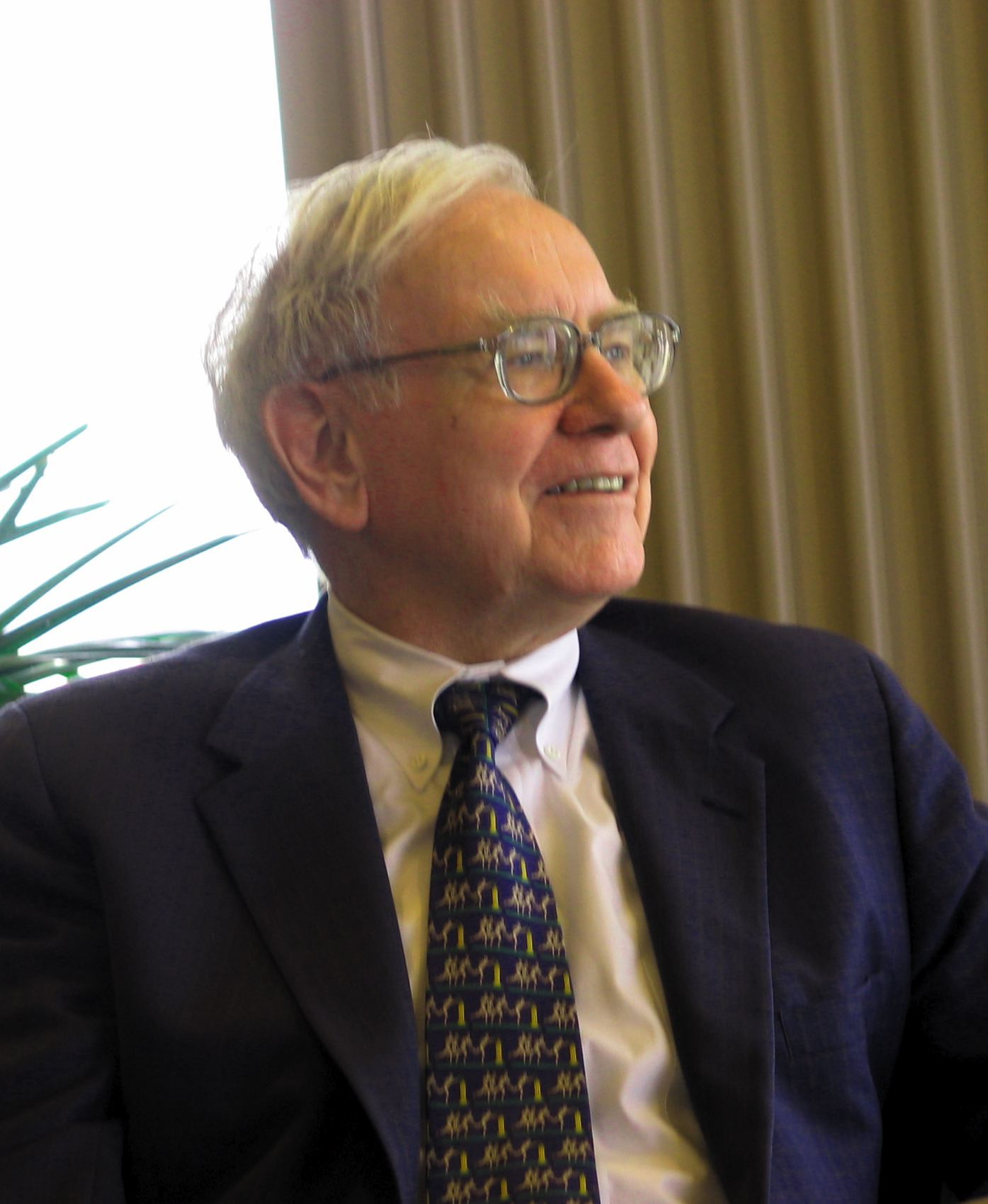
4  й  - Воррен Баффетт США
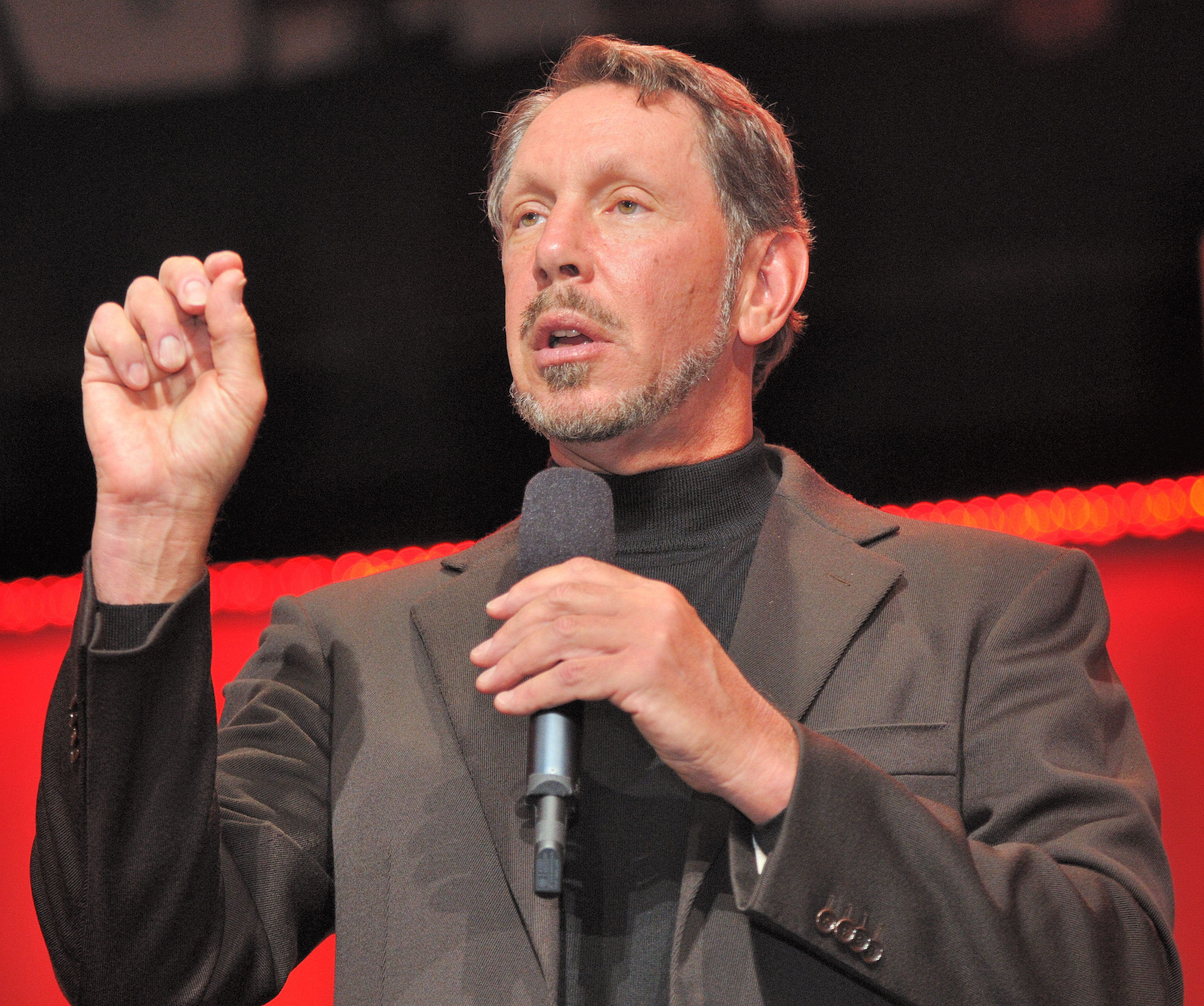
5  й  - Ларрі Еллісон США

## 2013
П'ятірка найбагатших людей

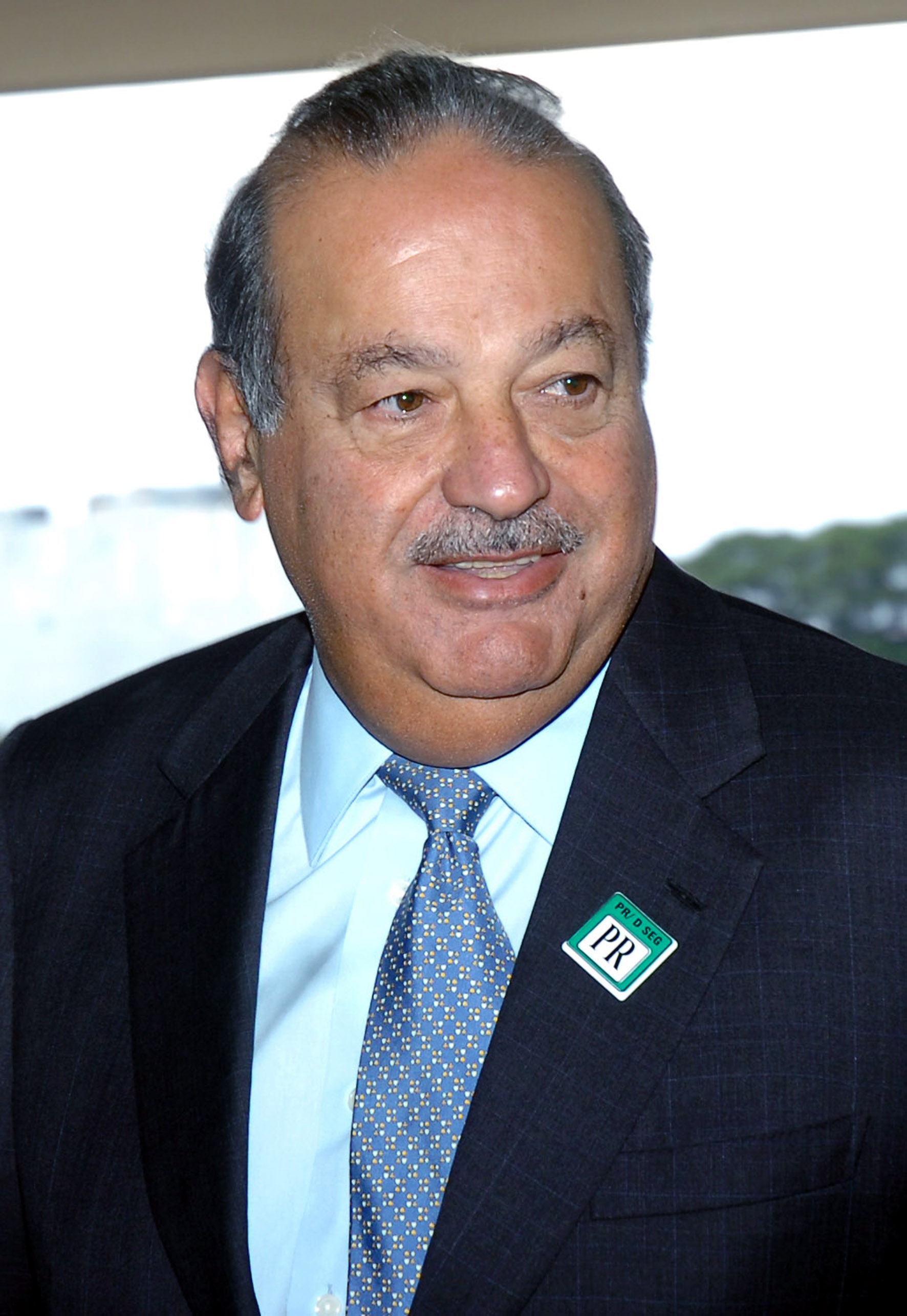
1  й  -Карлос Слім Елу Мексика
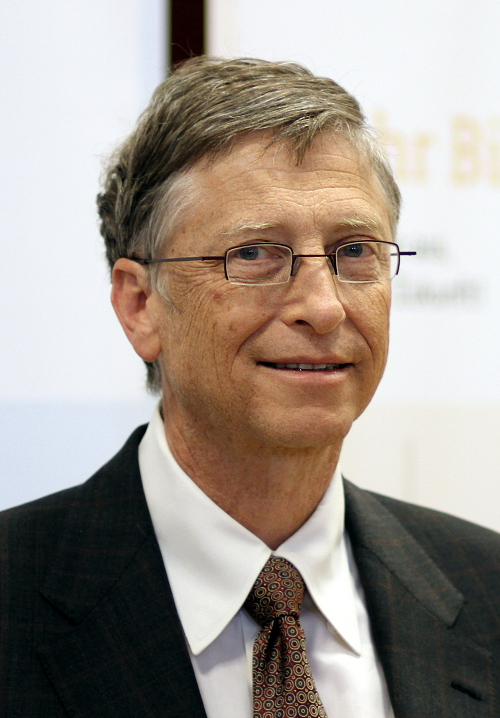
2  й  - Білл Гейтс США
3  й  - Амансіо Ортега Іспанія
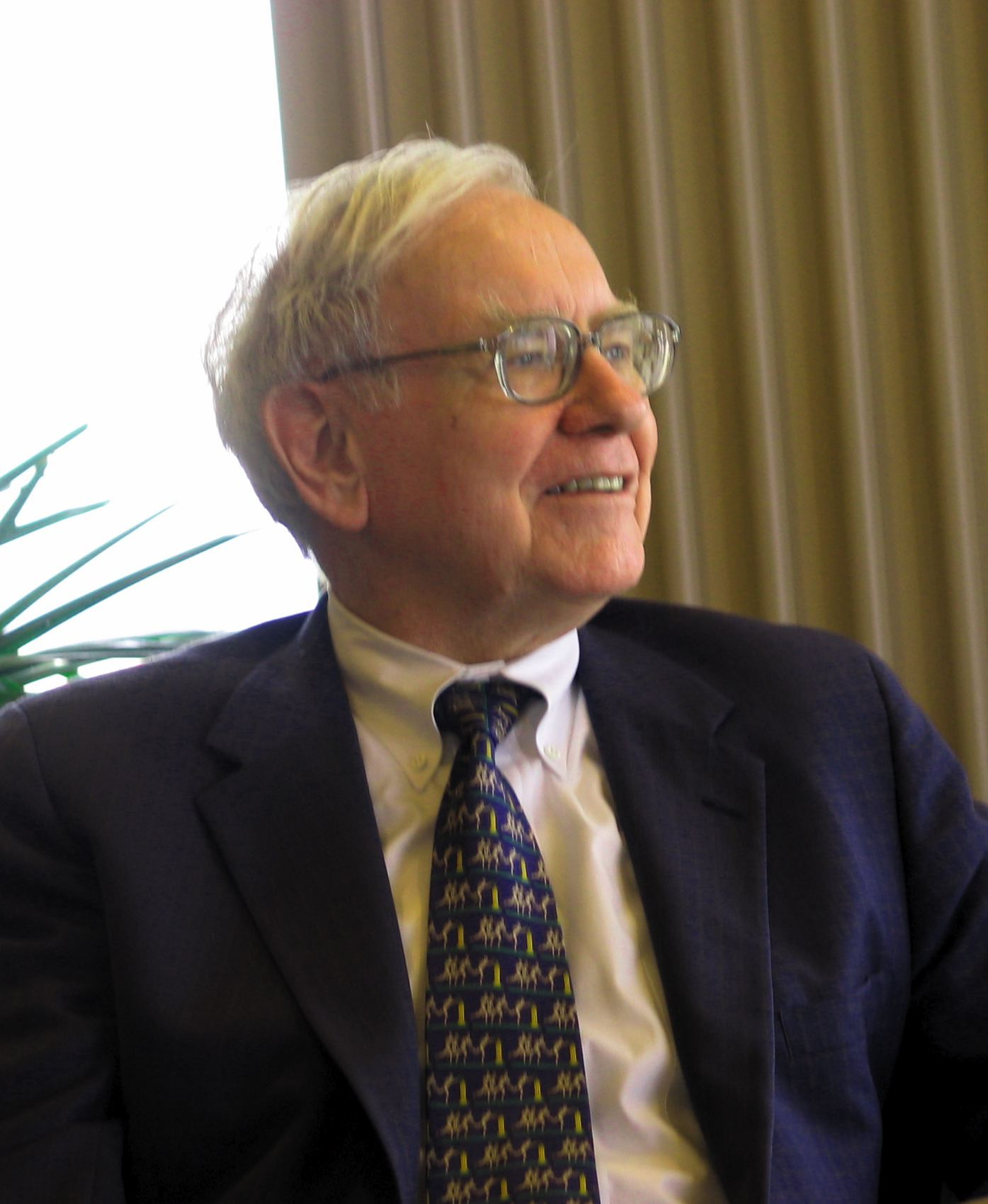
4  й  - Воррен Баффетт США
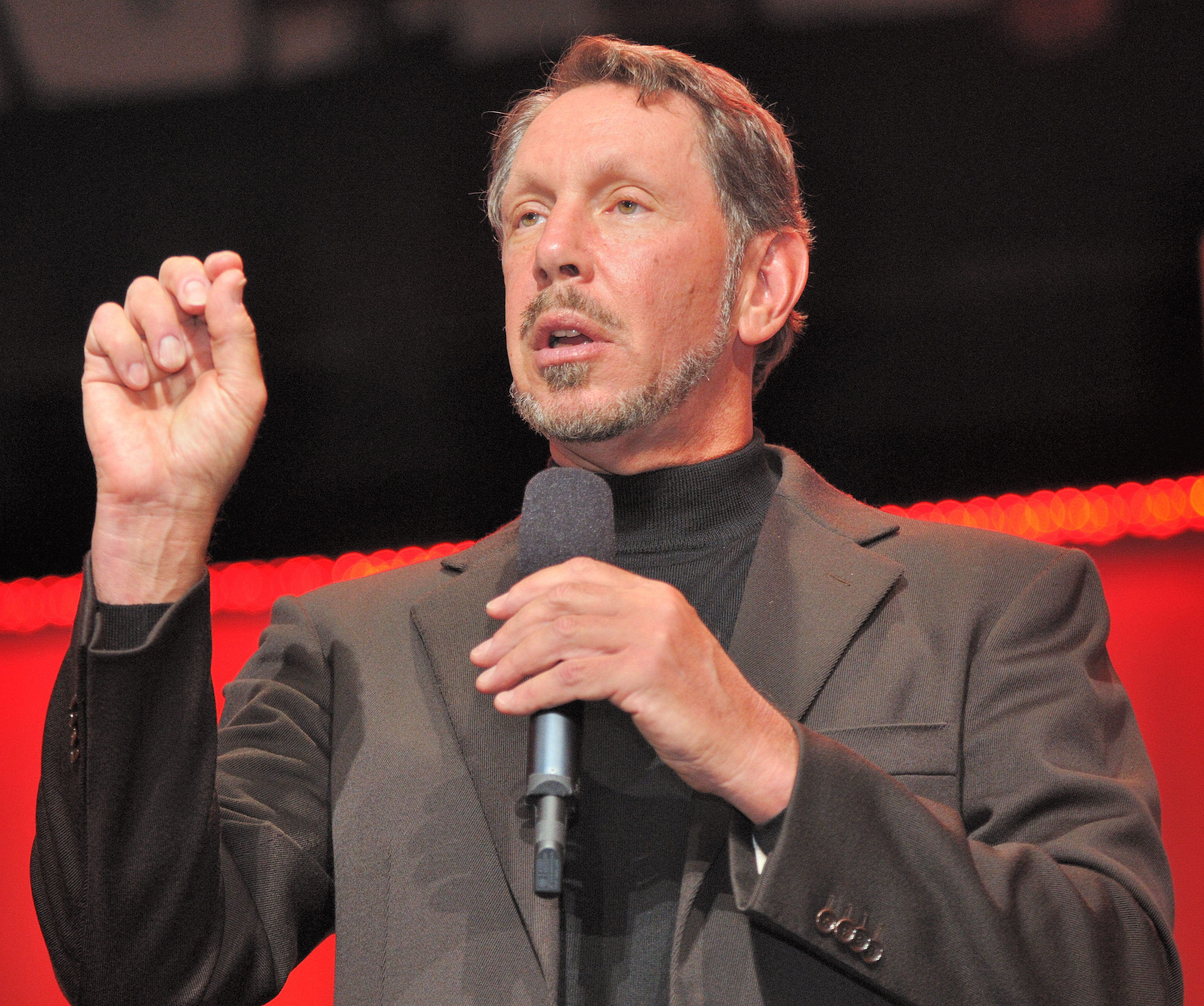
5  й  - Ларрі Еллісон США

## 2012
П'ятірка найбагатших людей

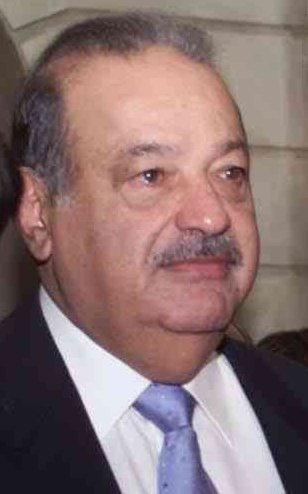
1  й  -Карлос Слім Елу Мексика
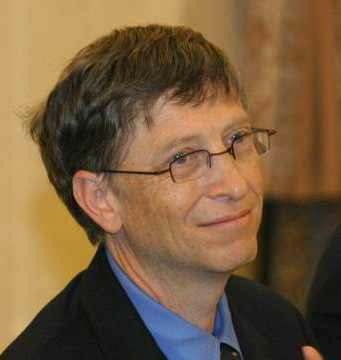
2  й  - Білл Гейтс США
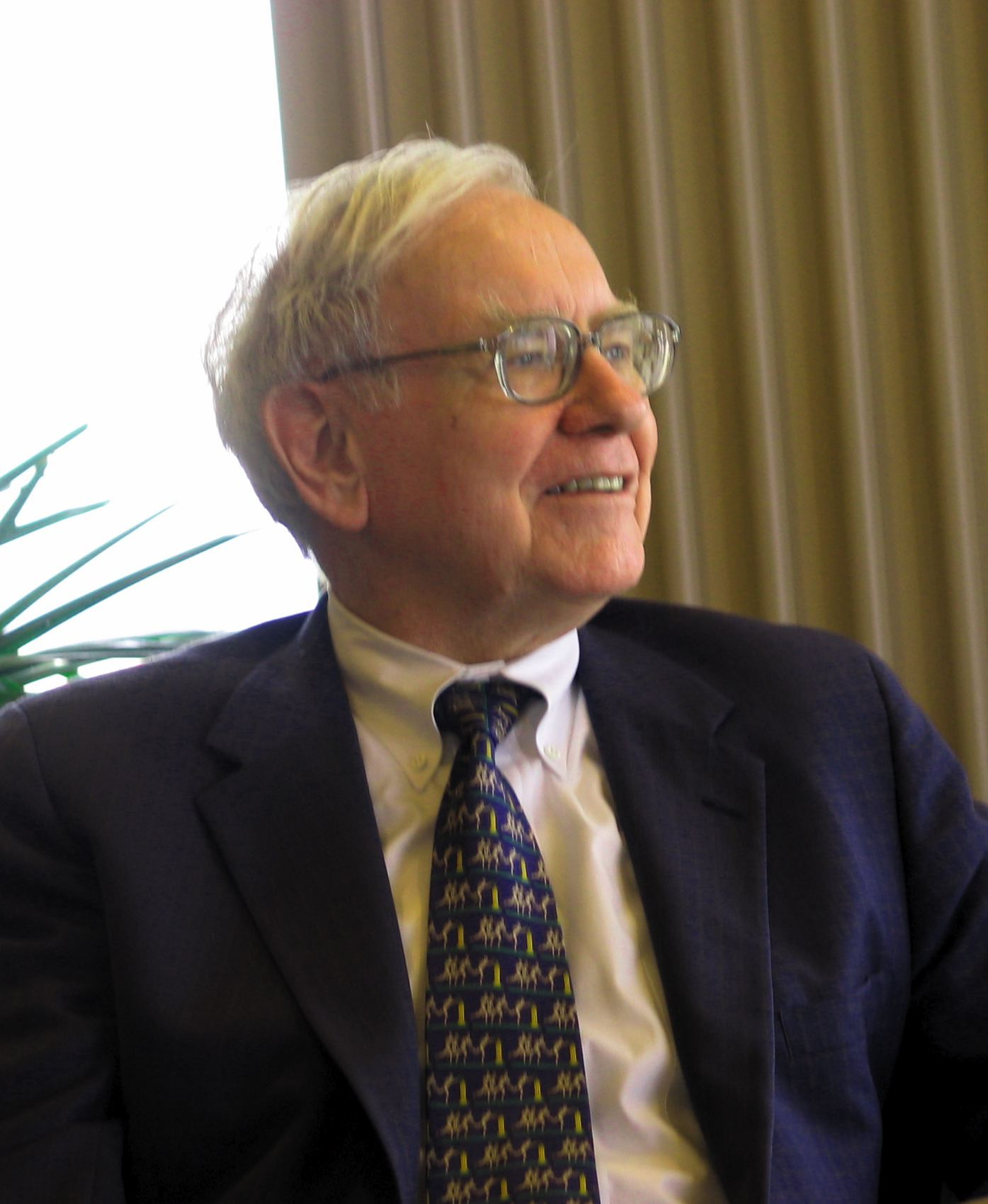
3  й  - Воррен Баффетт США
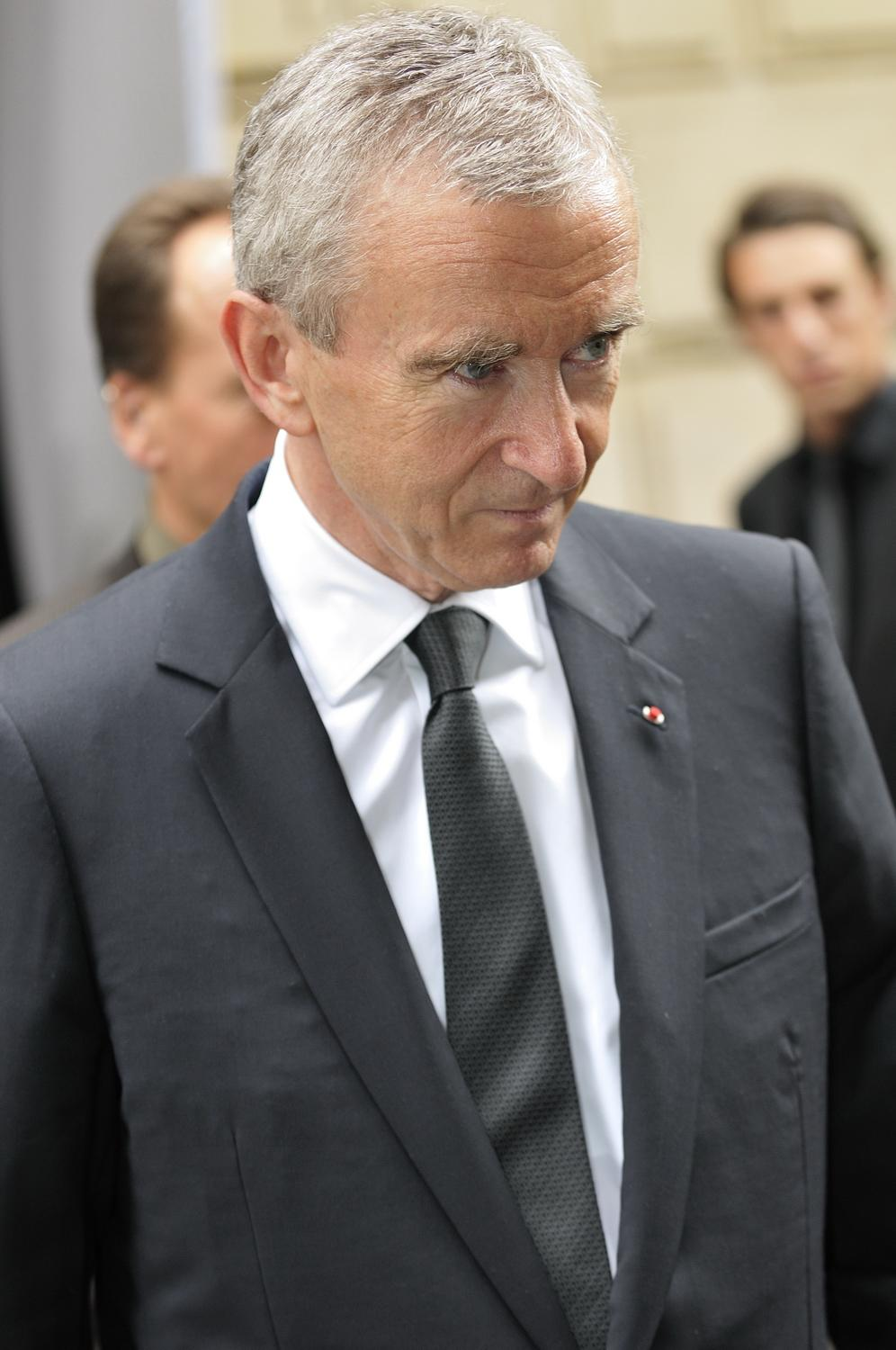
4  й  - Бернар Арно Франція
5  й  - Амансіо Ортега Іспанія

## 2011
П'ятірка найбагатших людей

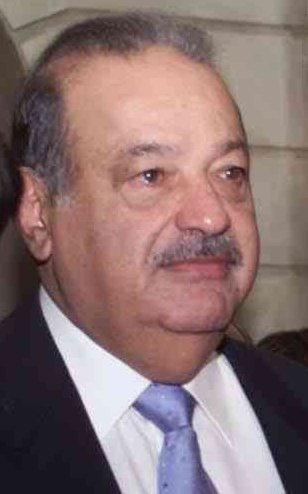
1  й  - Карлос Слім Елу Мексика
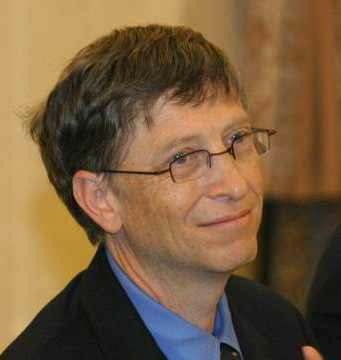
2  й  - Білл Гейтс США
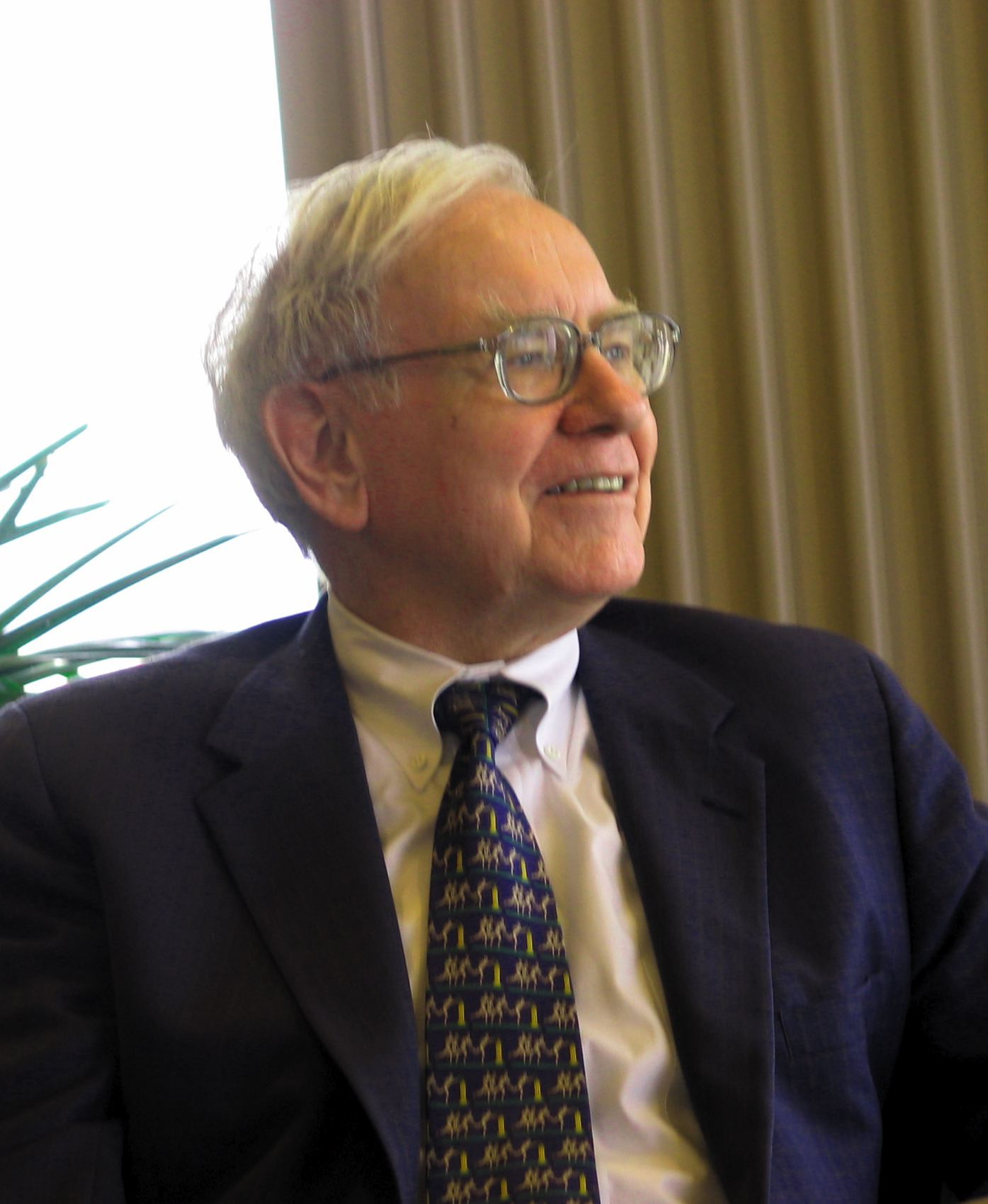
3  й  - Воррен Баффетт США
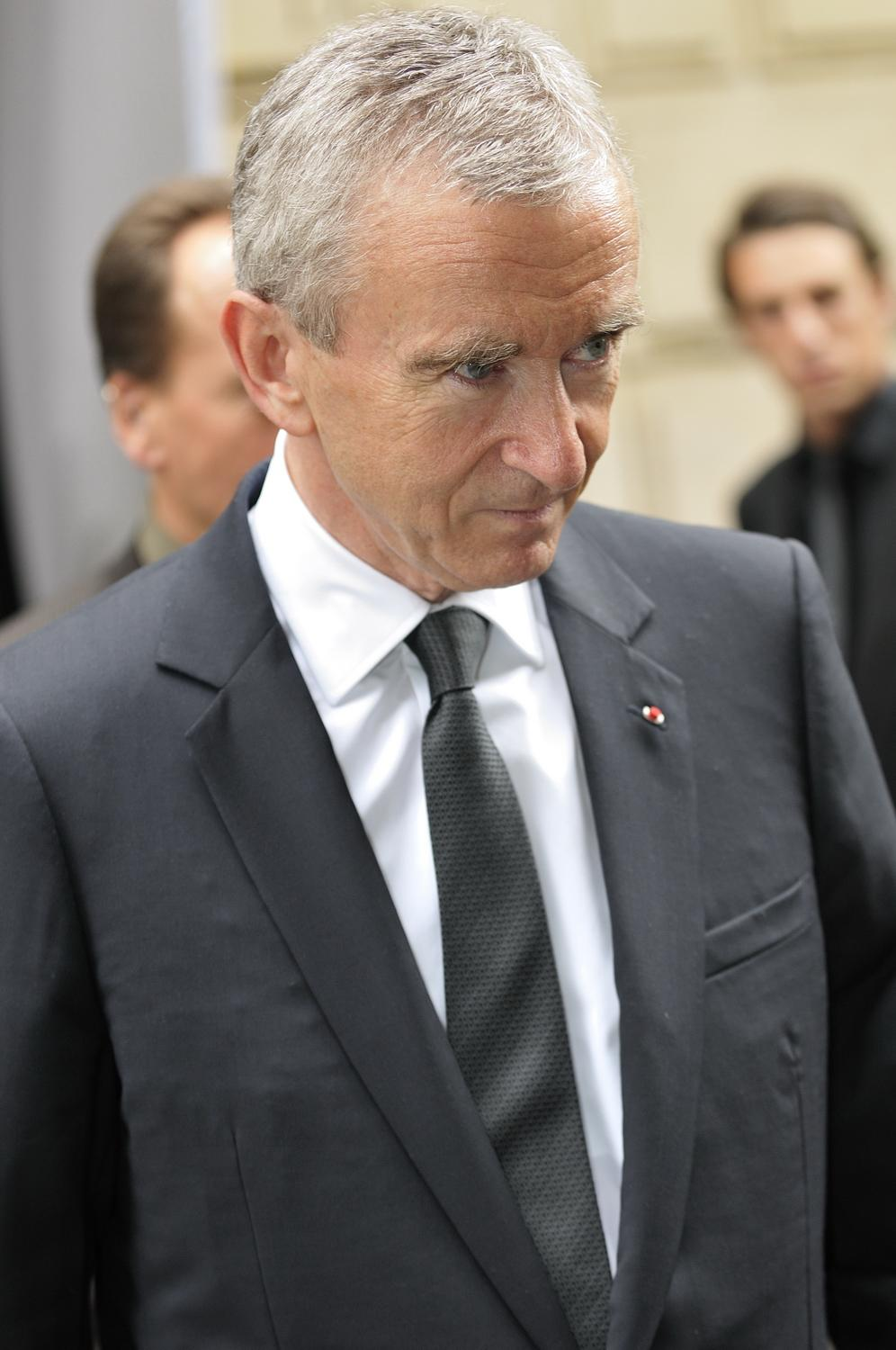
4  й  - Бернар Арно Франція
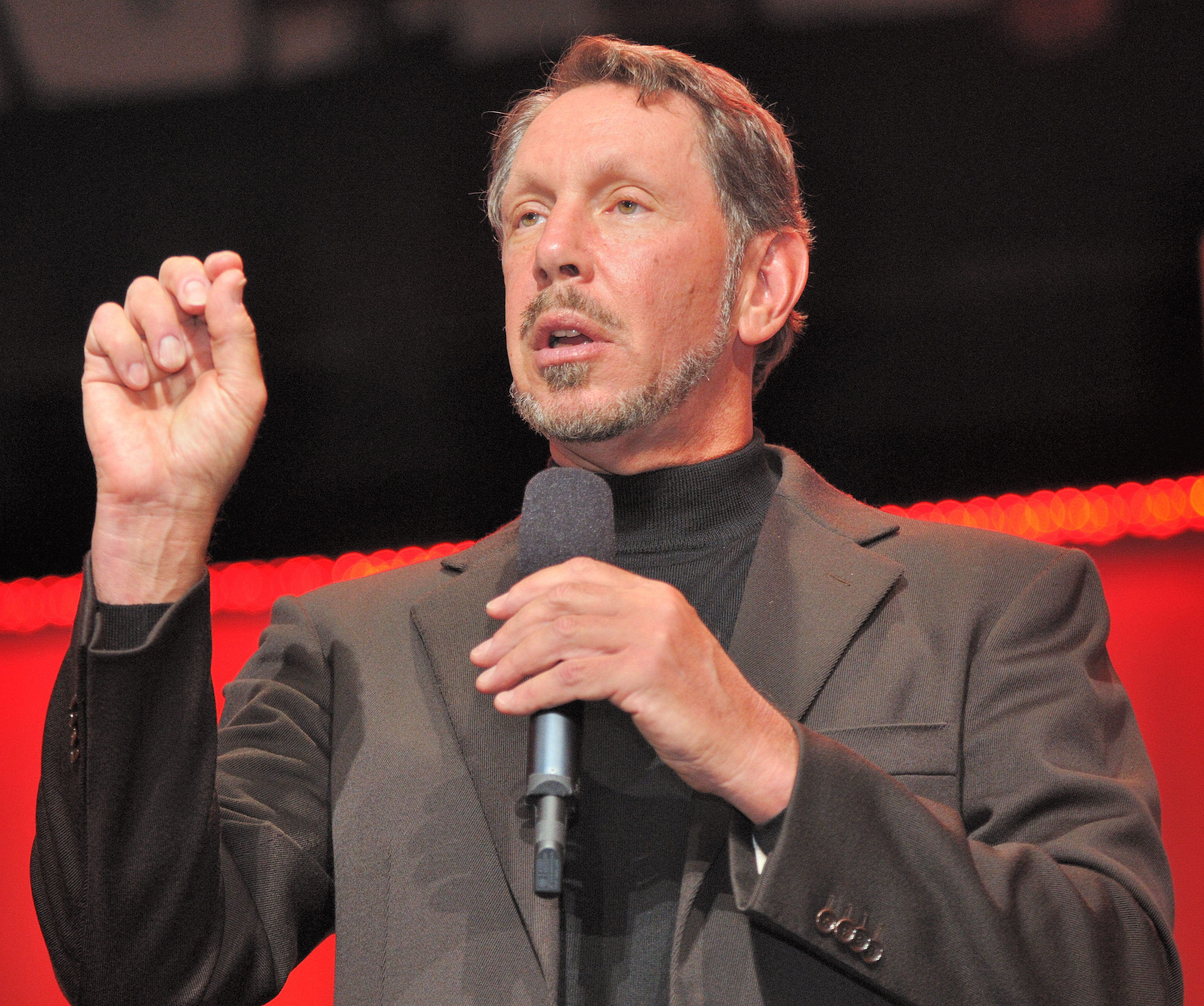
5  й  - Ларрі Еллісон США

## 2010
П'ятірка найбагатших людей

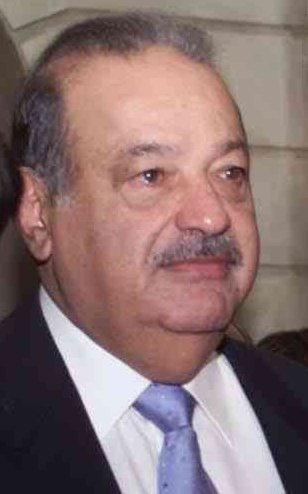
1  й  - Карлос Слім Елу Мексика
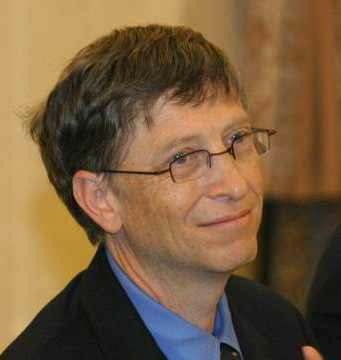
2  й  - Білл Гейтс США
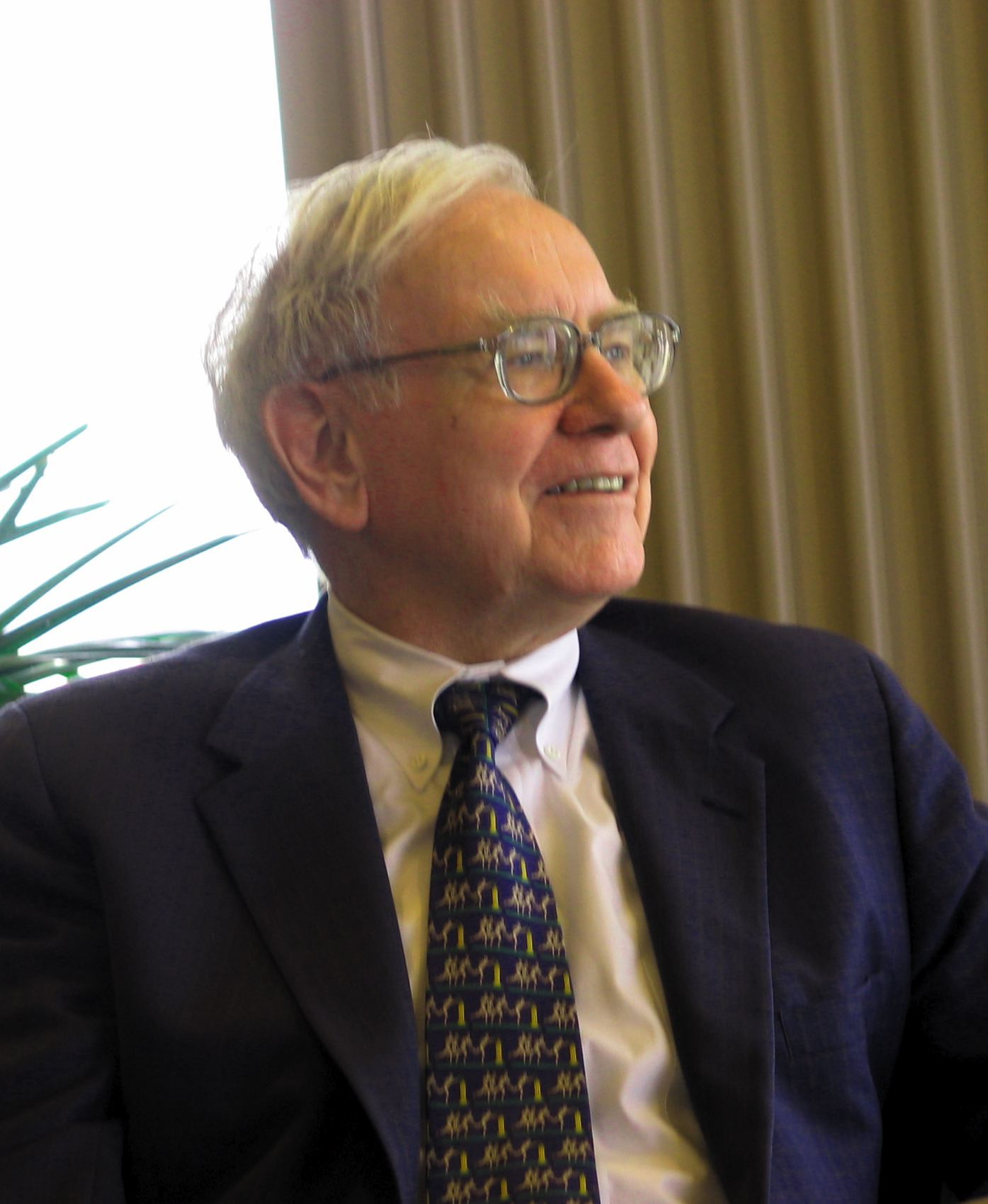
3  й  - Воррен Баффетт США
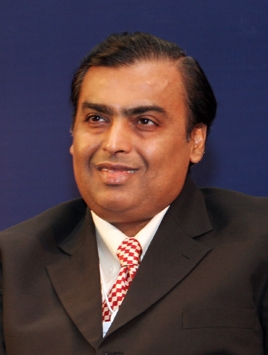
4  й  - Мукеш Амбані Індія
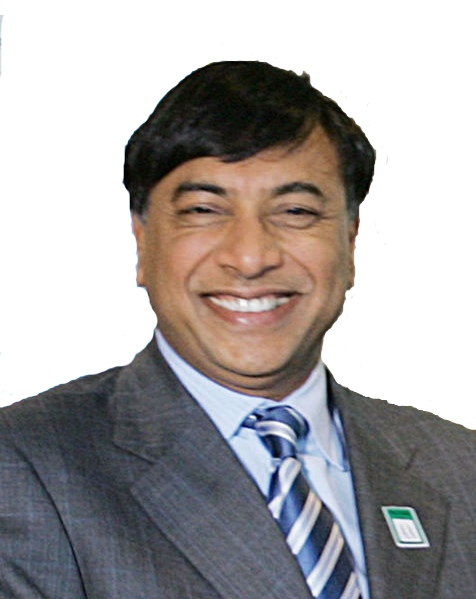
5  й  - Міттал Лакшмі Індія

## 2009
П'ятірка найбагатших людей

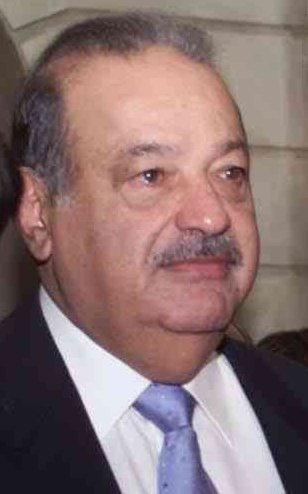
1  й  - Карлос Слім Елу Мексика
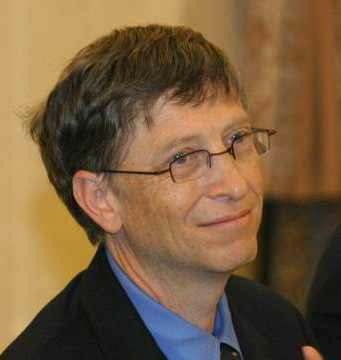
2  й  - Білл Гейтс США
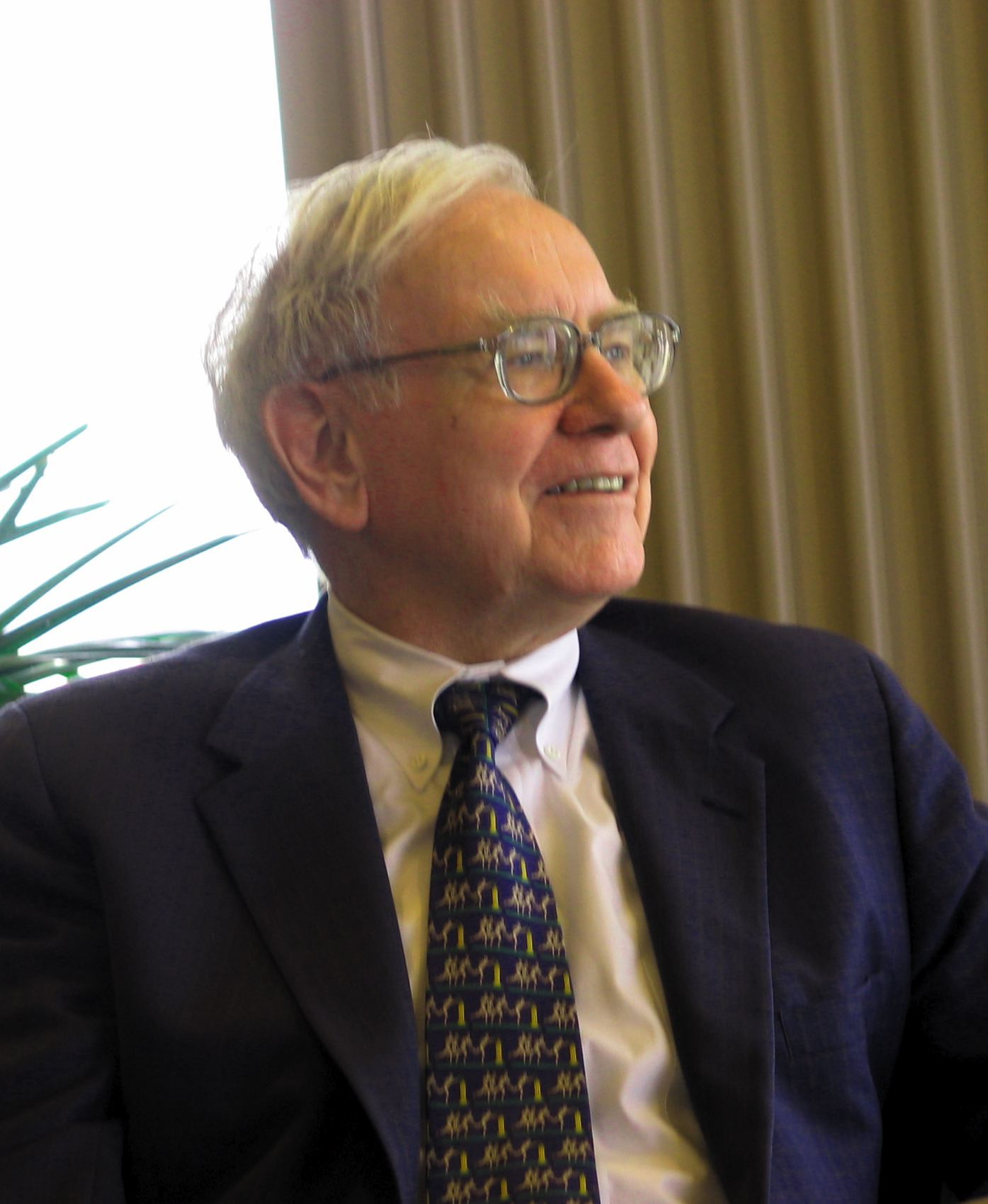
3  й  - Воррен Баффетт США
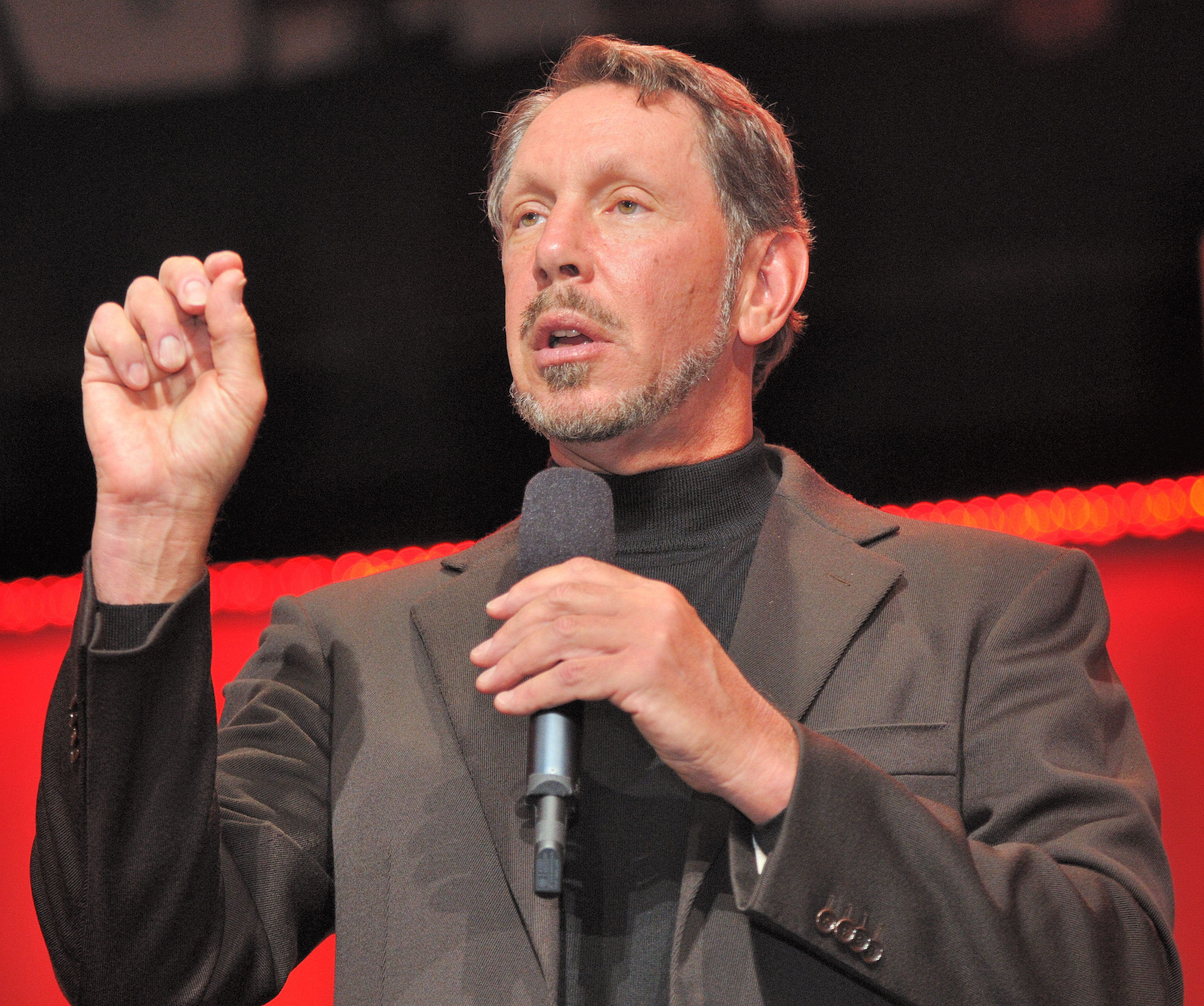
4  й  - Ларрі Еллісон США
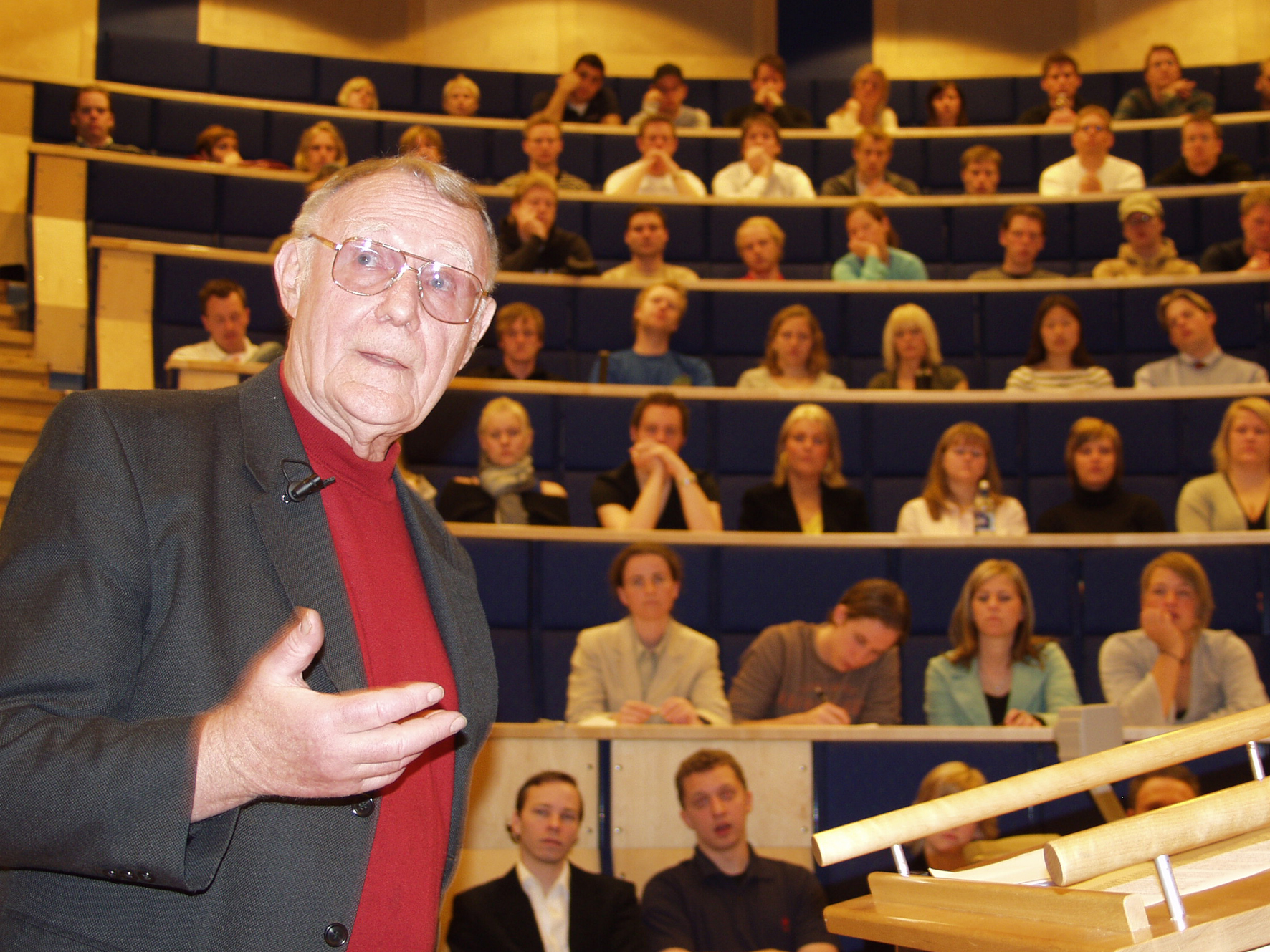
5  й  - Кампрад Інґвар Швеція

## 2008
П'ятірка найбагатших людей

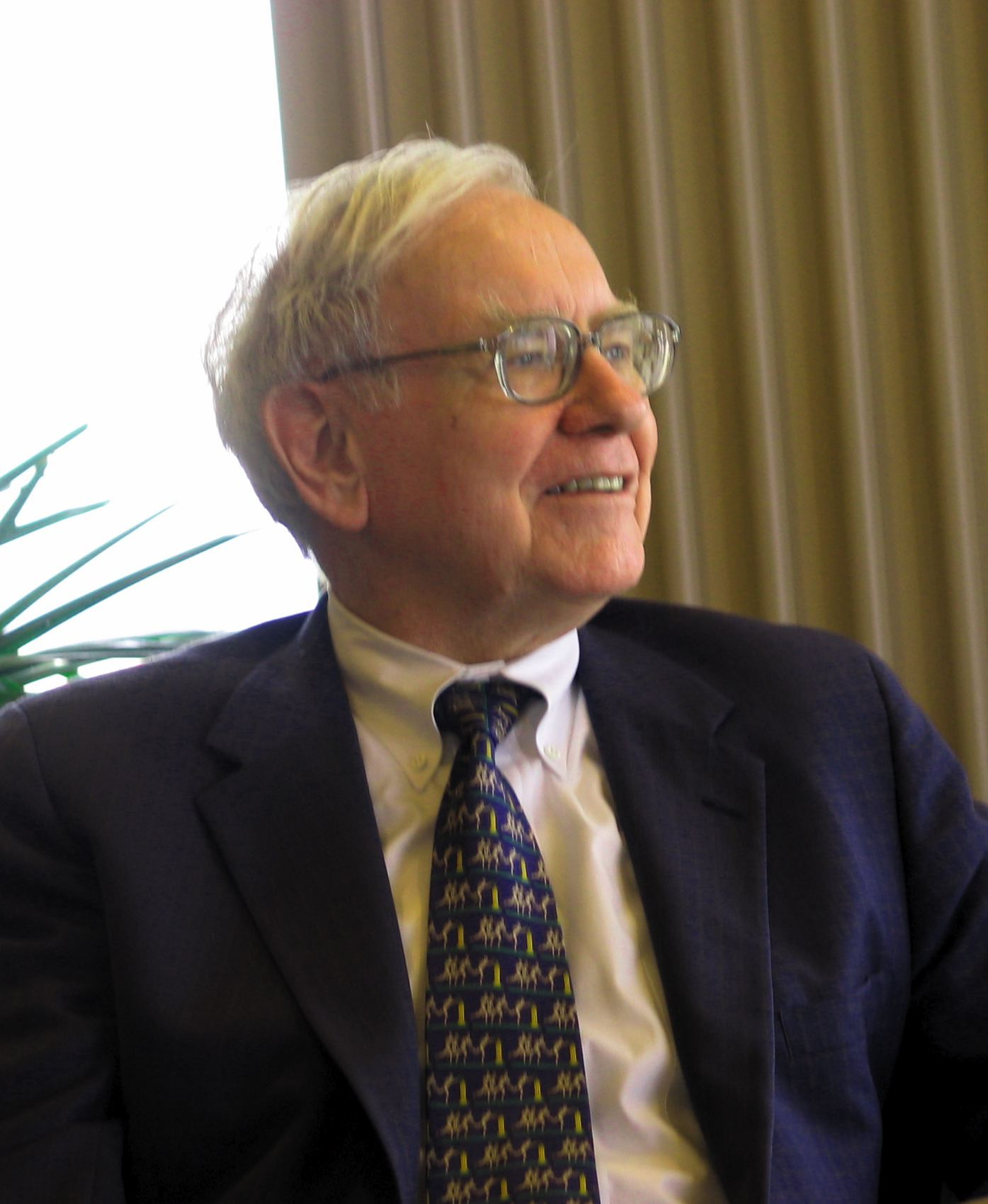
1  й  - Воррен Баффетт США
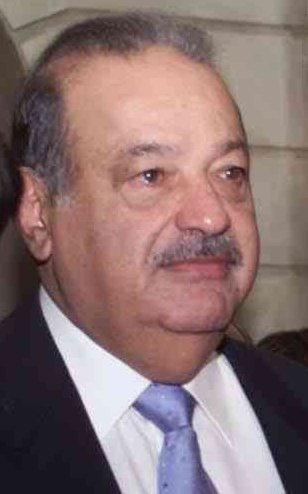
2  й  - Карлос Слім Елу Мексика
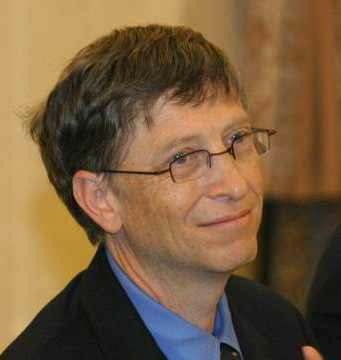
3  й  - Білл Гейтс США
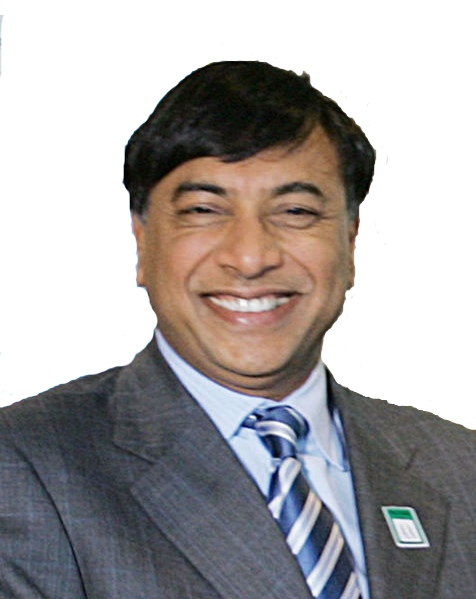
4  й  - Міттал Лакшмі Індія
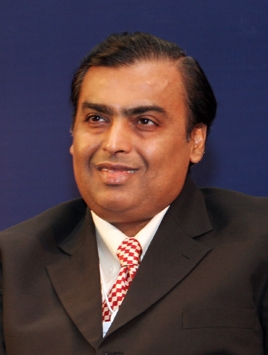
5  й  - Мукеш Амбані Індія

## 2007
П'ятірка найбагатших людей

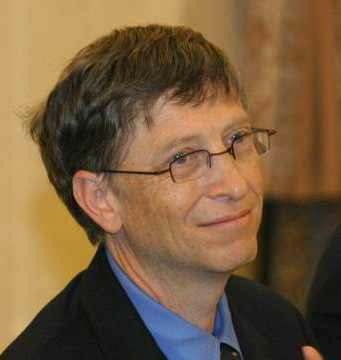
1  й  - Білл Гейтс США
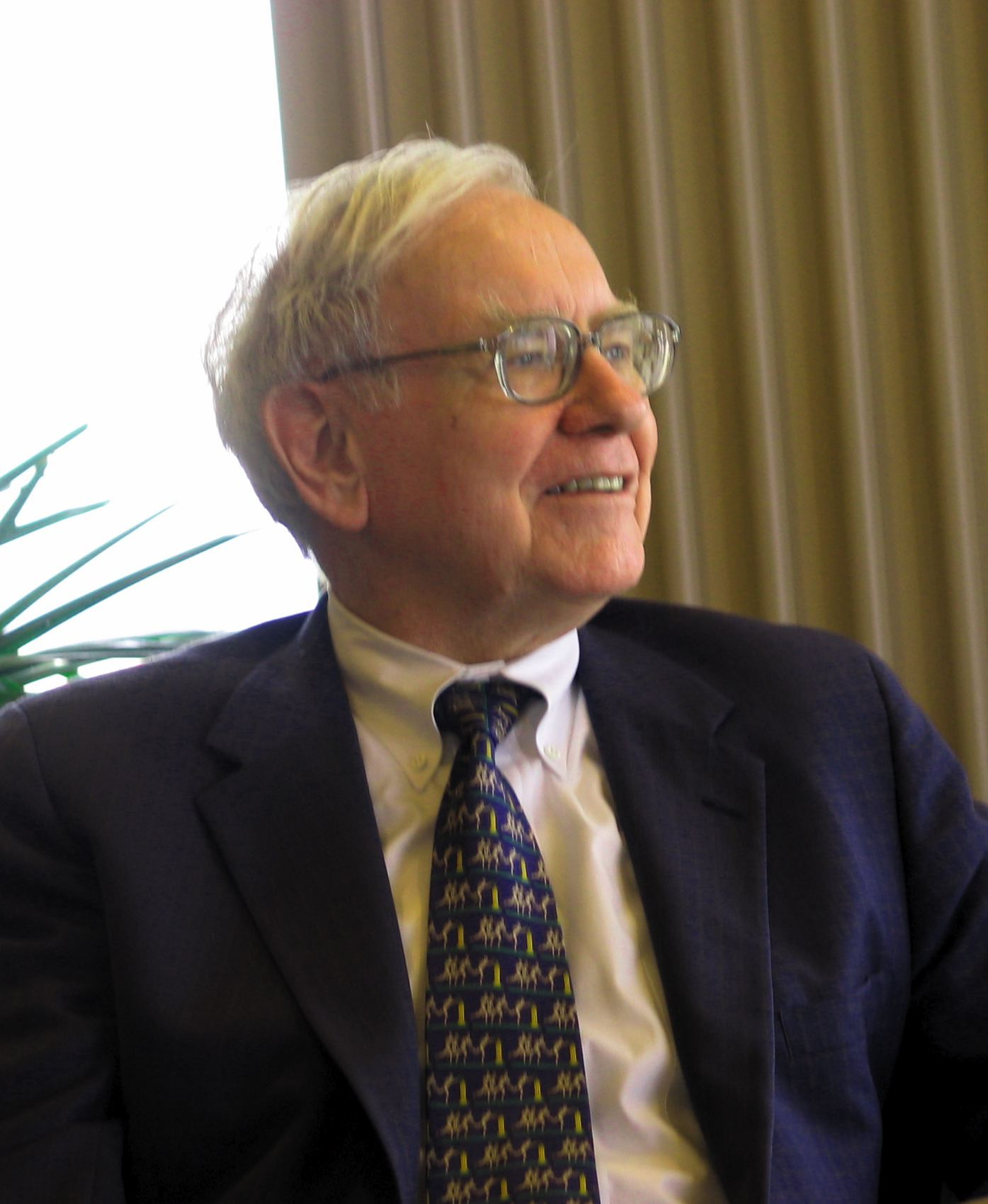
2  й  - Воррен Баффетт США
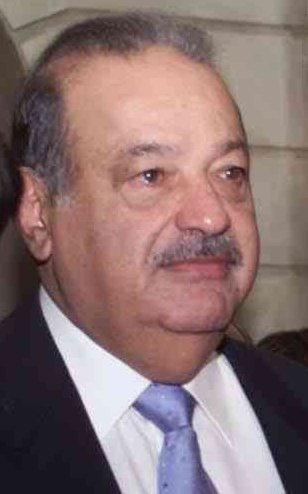
3  й  - Карлос Слім Елу Мексика
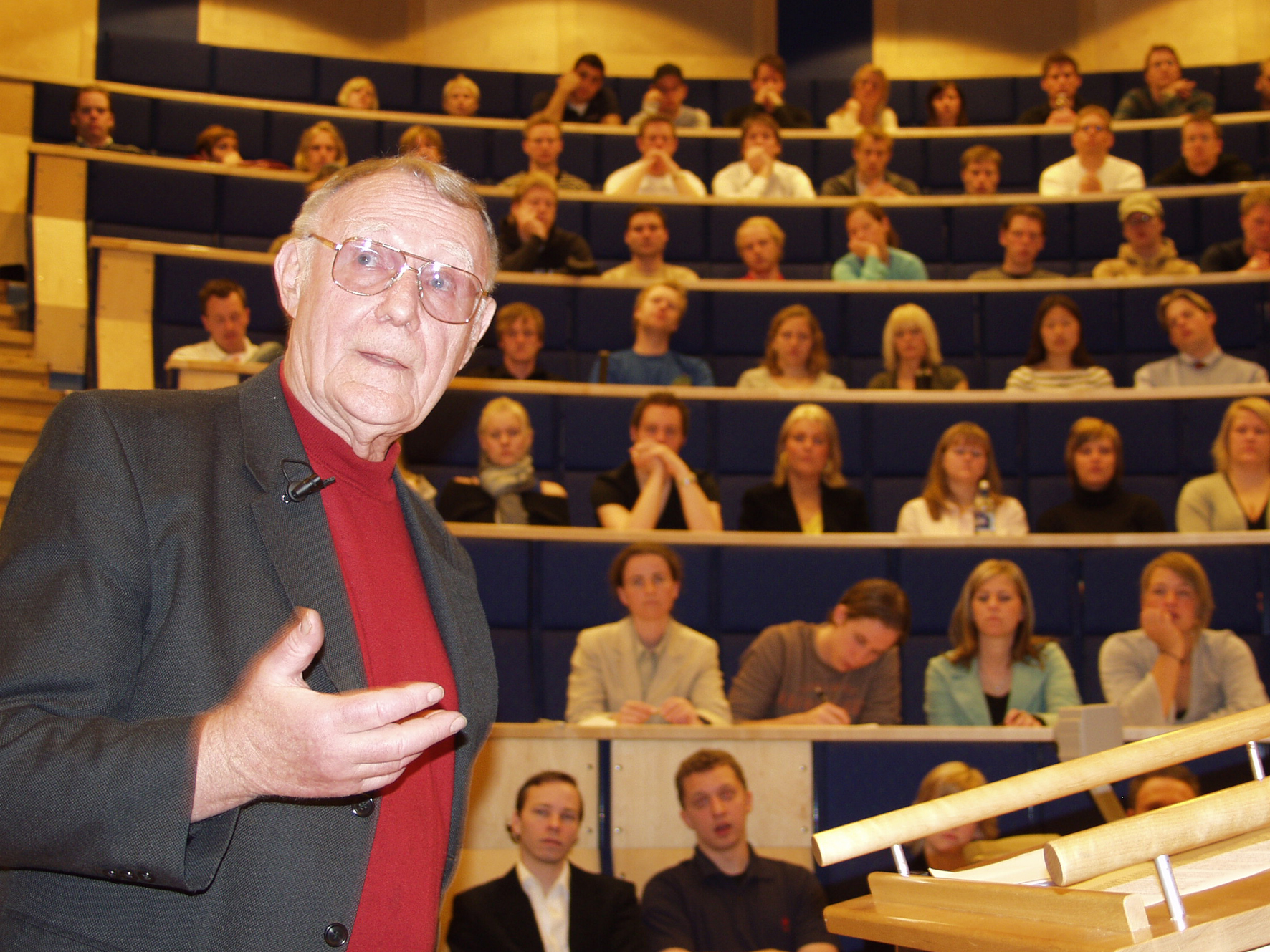
4  й  - Інгвар Кампрад Швеція
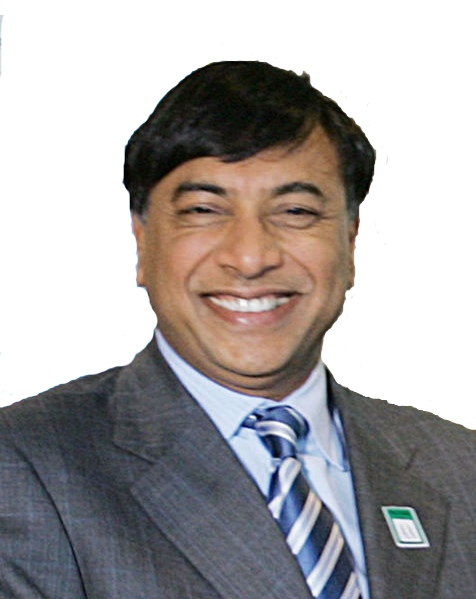
5  й  - Міттал Лакшмі Індія

## Статистика
| Рік  | Кількість мільярдерів | Сумарні статки мільярдерів |
| ---- | --------------------- | -------------------------- |
| 2014 | 1,645                 | $6.4 трильйонів            |
| 2013 | 1,426                 | $5.4 трильйонів            |
| 2012 | 1,226                 | $4.6 трильйонів            |
| 2011 | 1,210                 | $4.5 трильйонів            |
| 2010 | 1,011                 | $3.6 трильйонів            |
| 2009 | 793                   | $2.4 трильйонів            |
| 2008 | 1,125                 | $4.4 трильйонів            |
| 2007 | 946                   | $3.5 трильйонів            |
| 2006 | 793                   | $2.6 трильйонів            |
| 2005 | 691                   | $2.2 трильйонів            |
| 2004 | 587                   | $1.9 трильйонів            |
| 2003 | 476                   | $1.4 трильйонів            |
| 2002 | 497                   | $1.5 трильйонів            |
| 2001 | 538                   | $1.8 трильйонів            |
| 2000 | 470                   | $898 мільярдів             |

## Географічний розподіл
Топ-10 країн з найбільшою кількістю мільярдерів за даними Forbes:
| №  | Країна          | Кількість мільярдерів | Найбагатший                          |
| -- | --------------- | --------------------- | ------------------------------------ |
| 1  | США             | 565                   | Білл Гейтс                           |
| 2  | КНР             | 319                   | Ван Цзяньлінь                        |
| 3  | Німеччина       | 114                   | Біт Хеїстер і Карл Альбрехт-молодший |
| 4  | Індія           | 101                   | Мукеш Амбані                         |
| 5  | Росія           | 96                    | Леонід Міхельсон                     |
| 6  | Гонконг         | 67                    | Лі Кашин                             |
| 7  | Велика Британія | 54                    | Шрі і Гопі Хіндуджа                  |
| 8  | Бразилія        | 43                    | Жорже Паулу Леманн                   |
| 8  | Італія          | 42                    | Марія Франка Фіссоло                 |
| 10 | Канада          | 39                    | Девід Томсон                         |